# PPG I
|  | ヒカゲノカズラ科 ミズニラ科 イワヒバ科 種子植物 トクサ科 マツバラン科 ハナヤスリ科 リュウビンタイ科 ゼンマイ科 コケシノブ科 マトニア科 ヤブレガサウラボシ科 ウラジロ科 カニクサ科 フサシダ科 アネミア科 サンショウモ科 デンジソウ科 チルソプテリス科 ロクソマ科 クルキタ科 キジノオシダ科 タカワラビ科 メタキシア科 ディクソニア科 ヘゴ科 サッコロマ科 キストディウム科 ロンキティス科 ホングウシダ科 イノモトソウ科 コバノイシカグマ科 ナヨシダ科 ヌリワラビ科 イワヤシダ科 デスモフレビウム科 ヘミディクティウム科 チャセンシダ科 イワデンダ科 コウヤワラビ科 シシガシラ科 メシダ科 ヒメシダ科 ディディモクラエナ科 キンモウワラビ科 オシダ科 タマシダ科 ツルキジノオ科 ナナバケシダ科 ツルシダ科 シノブ科 ウラボシ科 |

PPG I分類体系 (PPG いち ぶんるいたいけい、PPG I classification)は、現生シダ植物の包括的な分類体系である。現代的で包括的な分類を行うために設立された、シダ植物を専門とする研究者からなる団体であるシダ植物系統グループ (The Pteridophyte Phylogeny Group, PPG) (2016) によって発表された。胞子生殖を行う維管束植物はまとめてシダ植物と呼ばれてきたが、現在では2つの明確に異なった単系統群である小葉植物 (lycophytes) と大葉シダ植物 (monilophytes) を含む側系統群であることが分かっている。PPG I体系とも呼ばれる。
古くから系統学によりシダ植物の分類が行われてきた。近年では進化系統樹を推定する能力が向上し、より自然分類に近づいてきた。被子植物では古く1998年から包括的な分類体系を築く試みがなされており、本分類体系はそれを大まかに踏襲したものとなっている。被子植物では花の形質が主要な科や属を分類する根拠となっているが、シダ植物ではどの形態形質が分類上最も重要であるか合意が得られていないため、科や属の分類は大きく変化してきた。
PPG I (2016) では、小葉植物および大葉シダ植物について、研究者コミュニティに基づく (community-based) アプローチを用いて、属レベルまでの最新の包括的な分類体系を構築した。単系統性を第一の基準として分類を行うが、シダ植物の系統の理解のため広く受けられている既存の分類を保存することも目的としている。この分類体系では、小葉植物および大葉シダ植物を合わせて2綱、14目、51科、337属、11,916種に分類した。まだシダ植物の系統において未解明な点もあり、今後もさらなる改善が行われる。

## 理念
生物の分類において、学名の安定性は非常に重要であり、分類と階級を決定する際には、既存の分類を考慮することが重要である。かつ、自然分類群に基づくことも同様に重要で、進化を反映し結果的に安定性が増すことになる。側系統群を維持することも有用ではあるが、属レベル以上では単系統のみからなる分類体系を構築することを目指した。種レベルでは単系統群のみで分類を行うのは難しく、特にシダ植物では倍数体形成による種分化 (polyploid speciation) が多く行われ、3分の1近くが倍数体の増加によると推定されている。
進化系統樹をリンネ式階層分類に反映させることは困難であるものの、歴史的にそうした分類は長く行われ、現在も広く使われている。そのため PhyloCode で推奨されているようなアプローチは安定性の観点から破壊的であるため行わない。また、化石分類群を組み込むのにも多くの課題があるため、現生の小葉植物および大葉シダ植物のみ取り扱う。一部の化石植物は容易に組み込むことができるが、ほとんどの絶滅植物の系統関係はかなり不明確である。多くの化石分類群は明確な進化的系統を表しており、それらを本分類体系に含めるには、範囲の修正に加え、ほぼ確実に新科、新目、新綱を認める必要が生じる。一般に本分類体系では、広く受け入れられている既存の分類と、小葉植物と大葉シダ植物の系統に関する理解と矛盾しないような分類を維持している。単系統であることが分類群を認識する第一基準であるが、安定した単系統と判断されるグループの範囲を定義するデータが不十分な場合は、名前の変更を最小限にとどめる保守的なアプローチを採用している。つまり現在認められている分類群の中には最終的に非単系統であることが明らかになるもの含まれている。第二基準として形態学的な判別の可能性と相同性、年代と多様性の両方における階層的な同等性を考慮し、決定している。
この分類体系は完成したものではなく、現在までに分かった最良のデータから導き出され、その分類群に最も精通している人々によって形成された仮のものである。PPG I (2016) はシダ植物とその系統分類に関する最近の文献を参照するための資料として、また将来の研究の指針となる枠組みとして、さらに議論を深める助けとなることをその理念とする。

## 分類体系構築の方法
PPG の設立は、2015年次世代シダ植物学会議 (2015 Next Generation Pteridology conference) を含む国際会議でのコンセプトの宣伝、アメリカシダ学会（American Fern Society; AFS）や国際シダ植物学会（International Association of Pteridologists; IAP）を含む学会ウェブサイトやメーリングリストへの投稿を通じて始まった。初期参加者の間で非公式な議論が繰り返された後、コミュニティの関与を強化し、議論を促進するためにメーリングリストが作られた。プロジェクトが進行するにつれコミュニティは拡大し、2016年には PPG は94名のシダ植物学者からなる国際的なコミュニティとなった。本分類体系は、コミュニティ主導型 (community-derived) で、過半数の支持を得たものである。
議論に参加する意思のある専門家からなる小委員会 (subcommittee) のメンバーによる最初の話し合い、小委員会による草案の作成、PPG コミュニティの全メンバーによる草案の議論、修正案の作成、そして正式投票 (formal vote) または賛成 (simple acclamation) による修正案の承認、という手順で行われた。最高次の分類群については、PPG 全体で対話が開始され、様々な選択肢の長短について議論した結果、綱と亜綱を用いる体系が認められることとなった。後に、主要な単系統群に適用される通俗名の決定も同様の手法で行われた。
目、亜目、科の決定について、初めに組織小委員会が最初の提案を作成した。この提案は、電子的にすべてのメンバーと共有され、アンケートを実施することで、その妥当性を評価し、さらなる議論が必要な分野を明らかにした。その結果を受けて、メンバー全員で議論を行い、その後意見が一致しない部分について代替案を提示した修正投票が作成され、全ての目、亜目、科で過半数の支持が得られた。上位分類が決まった後、PPG のメンバーに特定の単系統群の属の分類の検討が必要かをオンライン調査し、全会一致の合意が存在する場合、属の分類を検討した。注意を要すると判断されたクレードについては、その系統の専門家によって構成される小委員会が設置され、小委員会長のもと代替となる属の分類について議論し、合意を得て、PPG全体による承認を得るための提案を行った。綱、亜綱、目、亜目、科、属の体系が決まったのち、小委員会長は、各分類群について、以下の内容をまとめた。
- 学名の著者と原著文献
- 属の場合、タイプ種と基礎異名（バシオニム）および（該当する場合）レクトタイプの文献
- 分類群の範囲の概要を説明する簡潔な記載
- 単系統性についての簡潔な記載
- 含まれる分類群（シノニム）のリスト
- その分類群に属する種数ほか

## 既存の分類体系との比較
本分類体系は分子系統解析以前の分類体系における科と属の連続性を可能な限り維持している。これは分子系統解析を反映したPPG I 以前の Smith et al. (2006)、Christenhusz et al. (2011)、Rothfels et al. (2012) などを引き継いでいるのに対し、Christenhusz & Chase (2014) などの認める分類群を減らした分類体系とは異なっている。Christenhusz & Chase (2014) では、属間雑種を回避するために、差異より類似性に注目し、姉妹群となっている属をより広い属に吸収して分類していた。
また、最上位の階級に関して、Ruggiero et al. (2015) では小葉植物と大葉シダ植物をそれぞれ亜門（Lycopodiphytina, Polipodiophytina）として扱い、その下にそれぞれ単一の綱（Lycopodipsida, Polipodiopsida）を置いた。本分類体系では最上位を綱とし、それより上位の階級を置くことを推薦していない。また、Ruggiero et al. (2015) と本研究は大葉シダ綱 Polipodiopsida の下位に4つの亜綱を置くことで一致している。これは Smith et al. (2006) や Chase & Reveal (2009) のようなそれぞれを綱とした分類体系と異なっており、逆に Tree of Life Web Project (Pryer et al., 2009) を踏襲している。分子系統解析からも、形態における解析においても大葉シダ植物が単系統群であることは確実であり、これを1つの綱とすることで問題はないという立場をとっている。

## 概要
シダ植物に2つの綱、ヒカゲノカズラ綱 Lycopodiopsida と 大葉シダ綱 Polypodiopsida を認める。後者は現生種子植物の姉妹群となる。
ヒカゲノカズラ綱には3つの目、ヒカゲノカズラ目 Lycopodiales、ミズニラ目 Isoëtales、イワヒバ目 Selaginellales を認めている。ヒカゲノカズラ目には1科16属が含まれ、ミズニラ目とイワヒバ目はそれぞれ1科1属である。
大葉シダ綱には4亜綱、トクサ亜綱 Equisetidae、ハナヤスリ亜綱 Ophioglossidae、リュウビンタイ亜綱 Marattiidae、薄嚢シダ亜綱 Polypodiidae が含められる。現生のトクサ亜綱は1目1科1属（トクサ属 Equisetum L.）である。ハナヤスリ亜綱は2目2科12属、リュウビンタイ亜綱は1目1科6属からなる。
薄嚢シダ亜綱は現存するシダ類の大多数を占め、ゼンマイ目 Osmundales、コケシノブ目 Hymenophyllales、ウラジロ目 Gleicheniales、フサシダ目 Schizaeales、サンショウモ目 Salviniales、ヘゴ目 Cyatheales、ウラボシ目 Polypodiales の7目を認めた。このうちウラボシ目は6亜目（サッコロマ亜目 Saccolomatineae、ホングウシダ亜目 Lindsaeineae、イノモトソウ亜目 Pteridineae、コバノイシカグマ亜目 Dennstaedtiineae、チャセンシダ亜目 Aspleniineae、ウラボシ亜目 Polypodiineae）に細分された。 ゼンマイ目には1科6属、コケシノブ目には1科9属が含まれる。ウラジロ目とフサシダ目はそれぞれ比較的小さい3科が含まれ、それぞれ10属、4属からなる。サンショウモ目は2科5属、へゴ目には小さい7科10属に加え、3属からなる大きなヘゴ科 Cyatheaceae が含まれる。
ウラボシ目の各亜目の構成について、サッコロマ亜目は1つの小さな科に1属が含まれる。ホングウシダ亜目はそれぞれ1属からなる2科と7属を含むホングウシダ科 Lindsaeaceae からなる。イノモトソウ亜目は52属からなる大きな1科からなる。コバノイシカグマ亜目は1科に10属を含む。残りの2つの亜目、チャセンシダ亜目とウラボシ亜目は非常に多様性が高く、合わせて現生シダ植物の半分以上を占めている。前者（チャセンシダ亜目）には、59属からなる4つの大きな科と、14属からなる100種に満たない7つの小さい科が含まれる。後者（ウラボシ亜目）には、合計で98属からなる3つの大きな科に加え、10属が含まれる6つの小さな科が含まれる。
上記をまとめると、2綱、14目、51科、337属、11,916種が扱われる。
- ヒカゲノカズラ綱 Lycopodiopsida
  - ヒカゲノカズラ目 Lycopodiales：1科16属
  - ミズニラ目 Isoëtales：1科1属
  - イワヒバ目 Selaginellales：1科1属
- 大葉シダ綱 Polypodiopsida
  - トクサ亜綱 Equisetidae：1目1科1属
  - ハナヤスリ亜綱 Ophioglossidae
    - マツバラン目 Psilotales：1科2属
    - ハナヤスリ目 Ophioglossales：1科10属

  - リュウビンタイ亜綱 Marattiidae：1目1科6属
  - 薄嚢シダ亜綱（ウラボシ亜綱） Polypodiidae
    - ゼンマイ目 Osmundales：1科6属
    - コケシノブ目 Hymenophyllales：1科9属
    - ウラジロ目 Gleicheniales：3科10属
    - フサシダ目 Schizaeales：3科4属
    - サンショウモ目 Salviniales：2科5属
    - ヘゴ目 Cyatheales：8科13属
    - ウラボシ目 Polypodiales：6亜目26科253属
      - サッコロマ亜目 Saccolomatineae：1科1属
      - ホングウシダ亜目 Lindsaeineae：3科9属
      - イノモトソウ亜目 Pteridineae：1科52属
      - コバノイシカグマ亜目 Dennstaedtiineae：1科10属
      - チャセンシダ亜目（真正ウラボシ類Ⅱ）Aspleniineae：11科72属
      - ウラボシ亜目（真正ウラボシ類Ⅰ）Polypodiineae：9科108属

以下、分類の詳細を示す。各群は系統的に整理され、一般に種の多様性が高くなる順に並べられている。属は各群の中でアルファベット順に並べられている。学名や種数などの情報は PPG I (2016) に従い、和名は適宜出典を付した。

## ヒカゲノカズラ綱

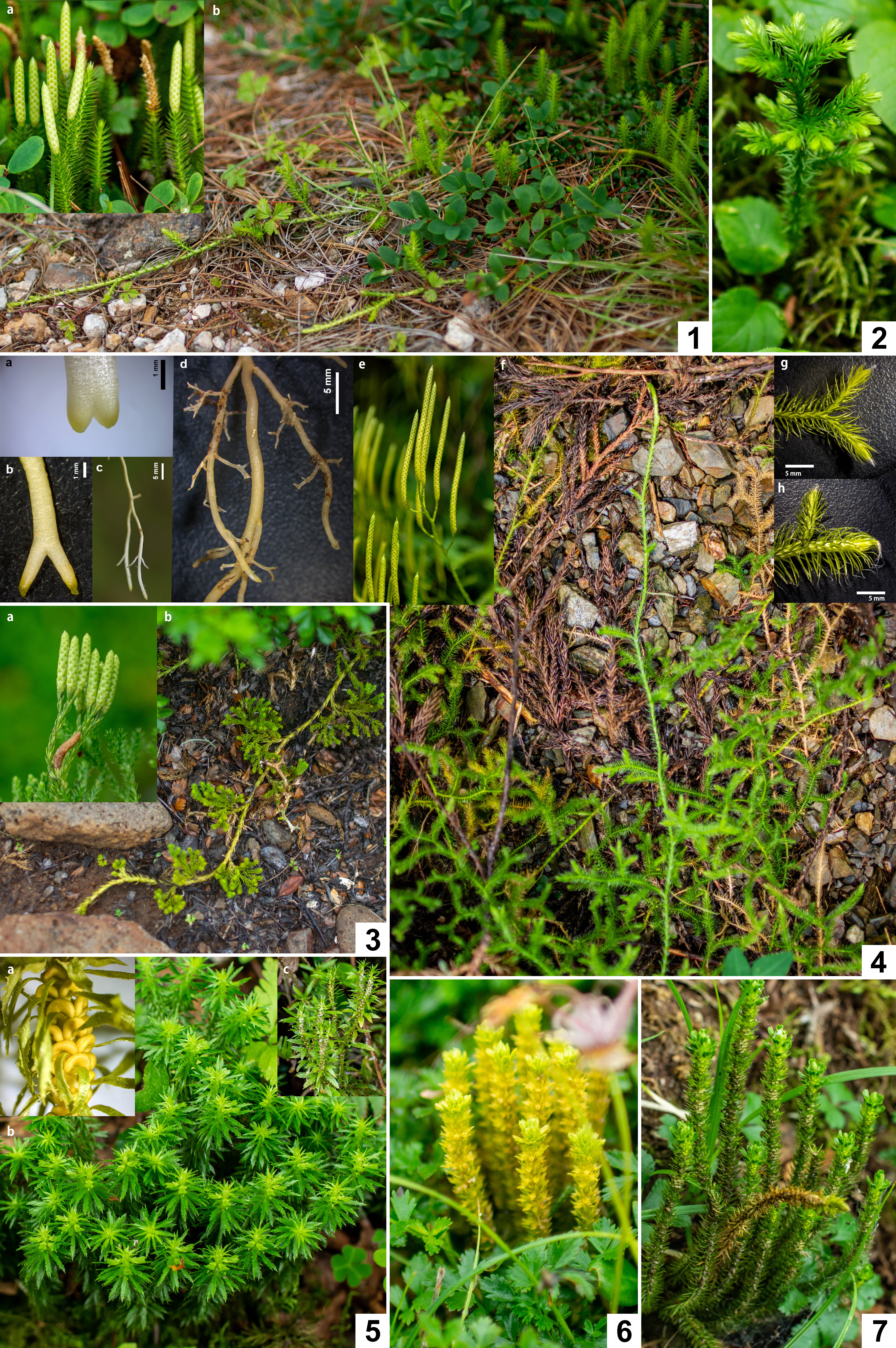
ヒカゲノカズラ科の植物
1.スギカズラ
2. マンネンスギ
3. タカネヒカゲノカズラ
4. ヒカゲノカズラ
5. トウゲシバ
6. コスギラン
7. ヒメスギラン

ヒカゲノカズラ綱 Lycopodiopsida Bartl.
3目18属、推定1,338種からなる。単系統群。

### ヒカゲノカズラ目
- ヒカゲノカズラ目[17][18] Lycopodiales DC. ex Brecht. & J.Presl：単型
  - ヒカゲノカズラ科[17][19] Lycopodiaceae P.Beauv. in Mirb.：3亜科16属388種
    - subfamily Lycopodielloideae W.H.Wagner & Beitel ex B.Øllg.：4属、推定54種[注釈 11]
      - Lateristachys Holub：4種
      - ヤチスギラン属[21][22] Lycopodiella Holub：ヤチスギラン Lycopodiella inundata など15種
      - ミズスギ属[23][22] Palhinhaea Franco & Vasc.：ミズスギ Palhinhaea cermua など25種
      - イヌヤチスギラン属[23] Pseudolycopodiella Holub：イヌヤチスギラン Pseudolycopodiella caroliniana など10種

    - ヒカゲノカズラ亜科[24] Lycopodioideae W.H.Wagner & Beitel ex B.Øllg.：9属、推定58種
      - Austrolycopodium Holub：8種
      - マンネンスギ属[25] Dendrolycopodium A.Haines：マンネンスギ Dendrolycopodium obscurum など4種
      - アスヒカズラ属[25][22] Diphasiastrum Holub：アスヒカズラ Diphasiastrum complanatum など20種
      - Diphasium C.Presl ex Rothm.：5種
      - ヒモヅル属[25][22] Lycopodiastrum Holub ex R.D.Dixit：ヒモヅル Lycopodiastrum casuarinoides Holub ex R.D.Dixit 1種からなる単型属
      - ヒカゲノカズラ属[19][22] Lycopodium L.：ヒカゲノカズラ Lycopodium clavatumなど15種
      - Pseudodiphasium Holub：Pseudodiphasium volubile (G.Forst.) Holub 1種からなる単型属
      - Pseudolycopodium Holub：Pseudolycopodium densum (Rothm.) Holub 1種からなる単型属
      - スギカズラ属[25] Spinulum A.Haines：スギカズラ Spinulum annotinum など3種

    - コスギラン亜科[26] Huperzioideae W.H.Wagner & Beitel ex B.Øllg.：3属276種
      - コスギラン属[19][22] Huperzia Bernh.：トウゲシバ Huperzia serrata、コスギラン Huperzia selago など25種
      - ヨウラクヒバ属[19][22] Phlegmariurus Holub：ヨウラクヒバ Phlegmariurus phlegmaria、ヒモラン Phlegmariurus sieboldii など約250種
      - フィログロッスム属[27]（フィログロッサム属[28]） Phylloglossum Kunze：フィログロッスム・ドルムモンディイ[29] Phylloglossum drummondii Kunze 1種からなる単型属

### ミズニラ目
- ミズニラ目[17][18] Isoëtales Prantl：単型
  - ミズニラ科[17][30] Isoëtaceae Dumort：単型
    - ミズニラ属[30] Isoëtes L.：ヒメミズニラ Isoëtes asiatica、ミズニラモドキ Isoëtes pseudojaponica など約250種[注釈 12]

### イワヒバ目
- イワヒバ目[17][18] Selaginellales Prantl：単型
  - イワヒバ科[17][31] Selaginellaceae Willk.：単型
    - イワヒバ属[31] Selaginella P.Beauv.：おそらく700種で、6亜属 (Zhou & Zhang, 2015) または7亜属 (Weststrand & Korall, 2016) が含まれる[15][注釈 13]。

## 大葉シダ綱
大葉シダ綱 Polypodiopsida Cronquist, Takht. & W.Zimm.
4亜綱11目48科319属からなり、推定10,578種と見積もられており、単系統。学名に関しては大葉シダ植物を参照。

### トクサ亜綱
トクサ亜綱 Equisetidae Warm.：単型
- トクサ目[17][33] Equisetales DC. ex Bercht. & J.Presl：単型

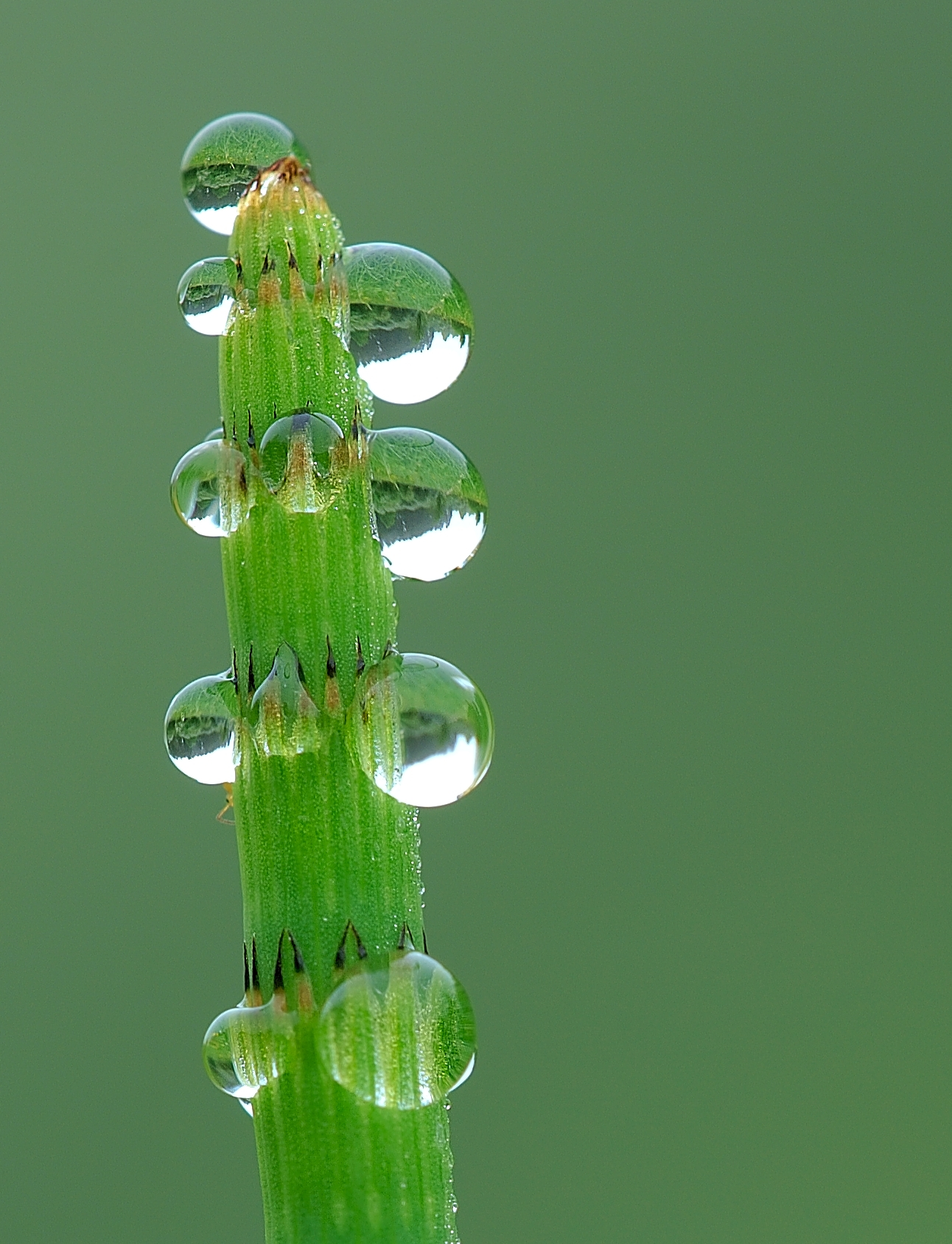
トクサ属のタイプ種、ミズドクサ

  - トクサ科[17][33] Equisetaceae Michx. ex DC.：単型
    - トクサ属[33] Equisetum L.：15種[注釈 15]

### ハナヤスリ亜綱

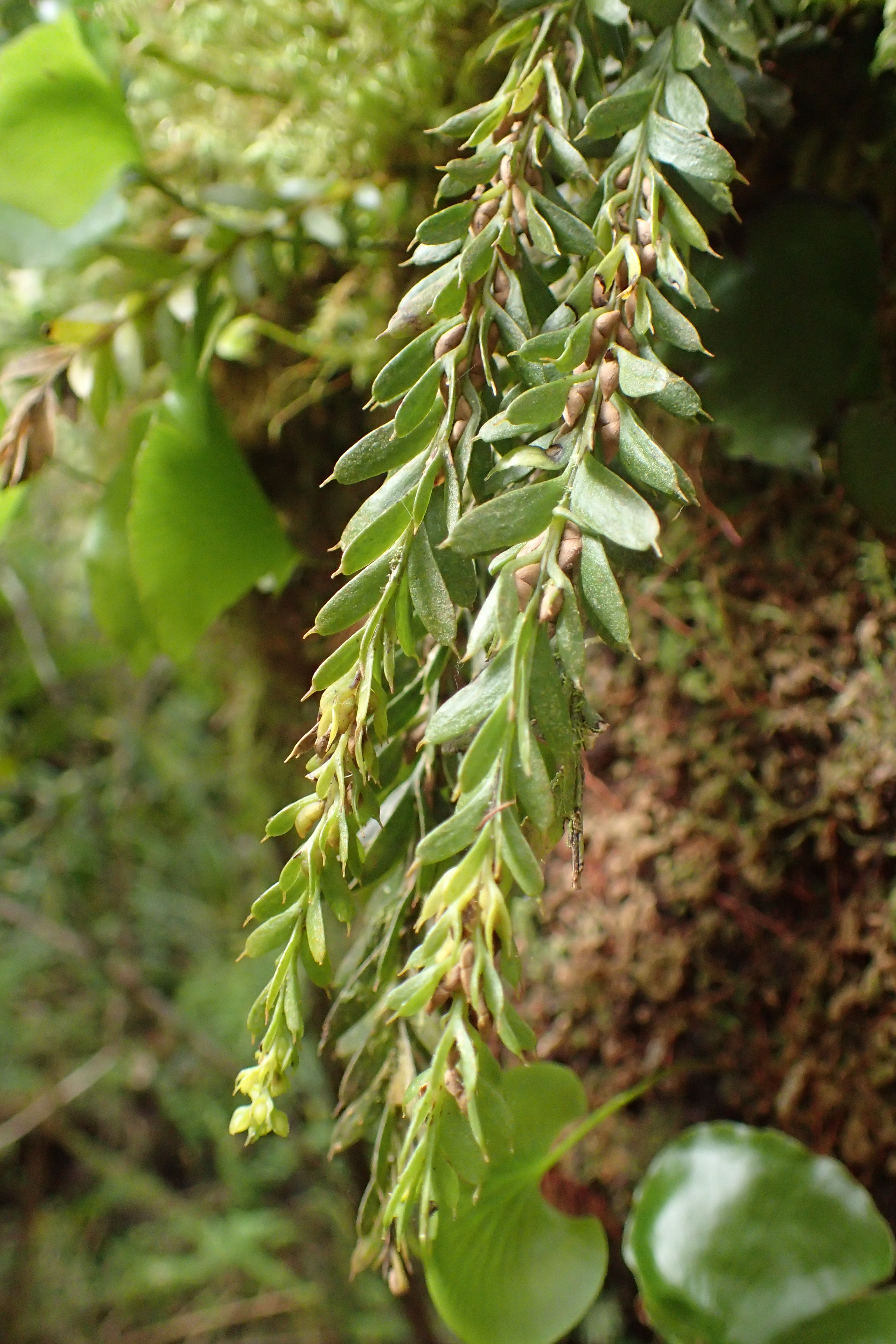
イヌナンカクラン属のタイプ種、

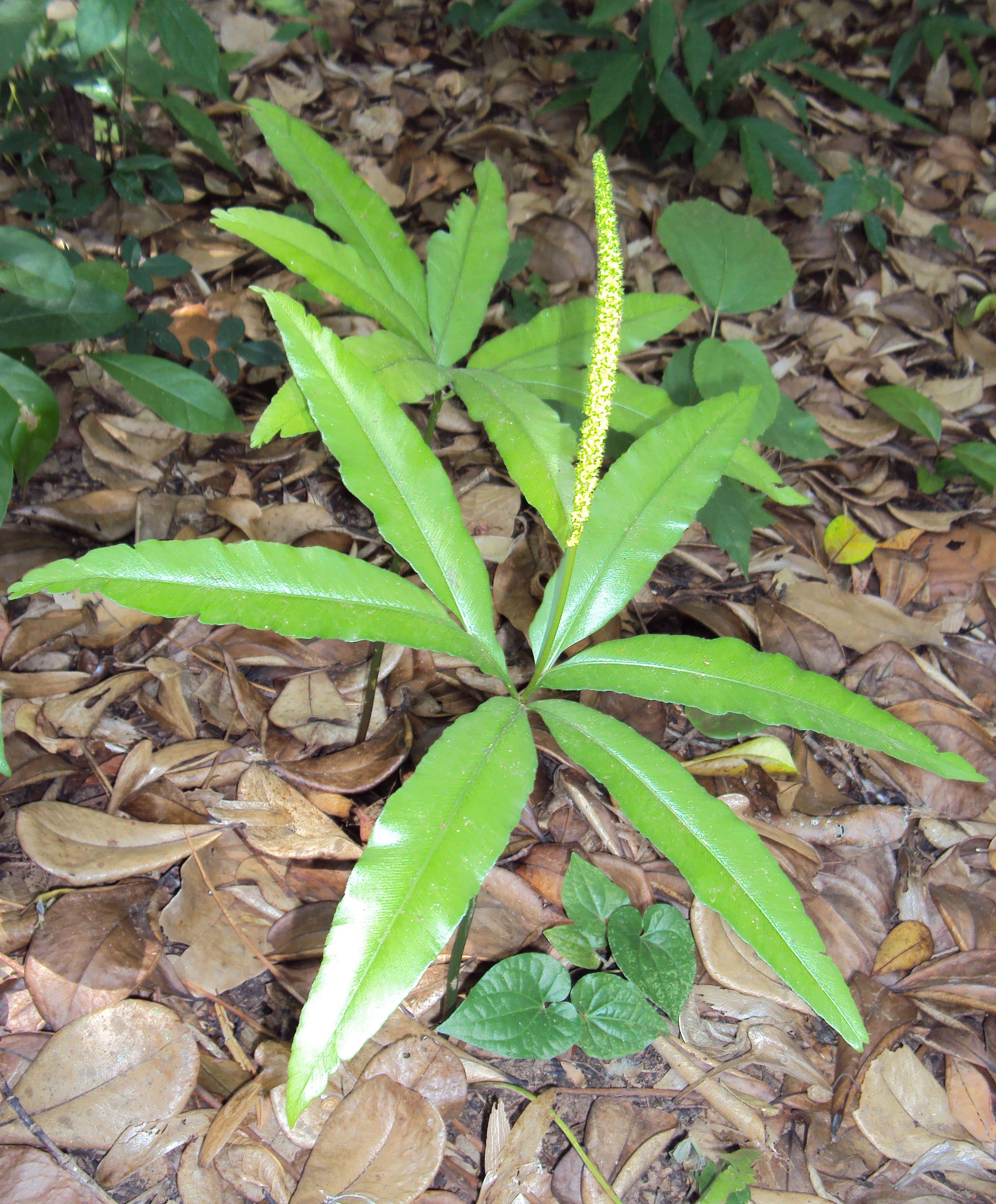
ミヤコジマハナワラビ属唯一の種、ミヤコジマハナワラビ

ハナヤスリ亜綱 Ophioglossidae：2目2科12属、推定129種
- マツバラン目[17][33] Psilotales Prantl：1科2属、推定17種
  - マツバラン科[34][17][35] Psilotaceae J.W.Griff & Henfr.：2属、推定17種
    - マツバラン属[34][35][33] Psilotum Sw.：2種
    - イヌナンカクラン属[35][33] Tmesipteris Bernh.：約15種
- ハナヤスリ目[17][33] Ophioglossales Link：1科10属、推定112種
  - ハナヤスリ科[17][36][37][33] Ophioglossaceae Martinov：10属、推定112種
    - subfamily Helminthostachyoideae C.Presl：単型（1属1種）
      - ミヤコジマハナワラビ属[36][38][37] Helminthostachys Kaulf.：単型でミヤコジマハナワラビ Helminthostachys zeylanica (L.) Hook. のみを含む[注釈 16]。

    - subfamily Mankyuoideae J.R.Grant & B.Dauphin：単型（1属1種）
      - マンキュア属[38]（タンナハナワラビ属[39]）Mankyua B.Y.Sun, M.H.Kim & C.H.Kim：単型で、Mankyua chejuensis B.Y.Sun, M.H.Kim & C.H.Kim 1種のみを含む。

    - subfamily Ophioglossoideae C.Presl：4属、推定47種
      - Cheiroglossa C.Presl：Cheiroglossa palmata (L.) C.Presl 1種のみを含む[注釈 17]。
      - コブラン属[36][41] Ophioderma (Blume) Endl.：3種を含む単系統群[注釈 18]。
      - ハナヤスリ属[36][38] Ophioglossum L.：41種を含む単系統群。
      - Rhizoglossum C.Presl：Rhizoglossum bergianum (Schltdl.) C.Presl 1種のみを含む。

    - subfamily Bortychioideae C.Presl：4属、推定63種
      - ヒメハナワラビ属[36][37][42] Botrychium Sw.：約35種[注釈 19]
      - ナツノハナワラビ属[37][44] Botrypus Michx.：約2種、非単系統群[注釈 20]。
      - アリサンハナワラビ属[44] Japanobotrychium Masam.：アリサンハナワラビ Japanobotrychium arisanense Masam.ただ1種のみを含む[注釈 21]
      - オオハナワラビ属[43][37][49][36] Sceptridium Lyon：約25種[注釈 22]

### リュウビンタイ亜綱
リュウビンタイ亜綱 Marattiidae Klinge
- リュウビンタイ目[17][33] Marattiales Link：単型

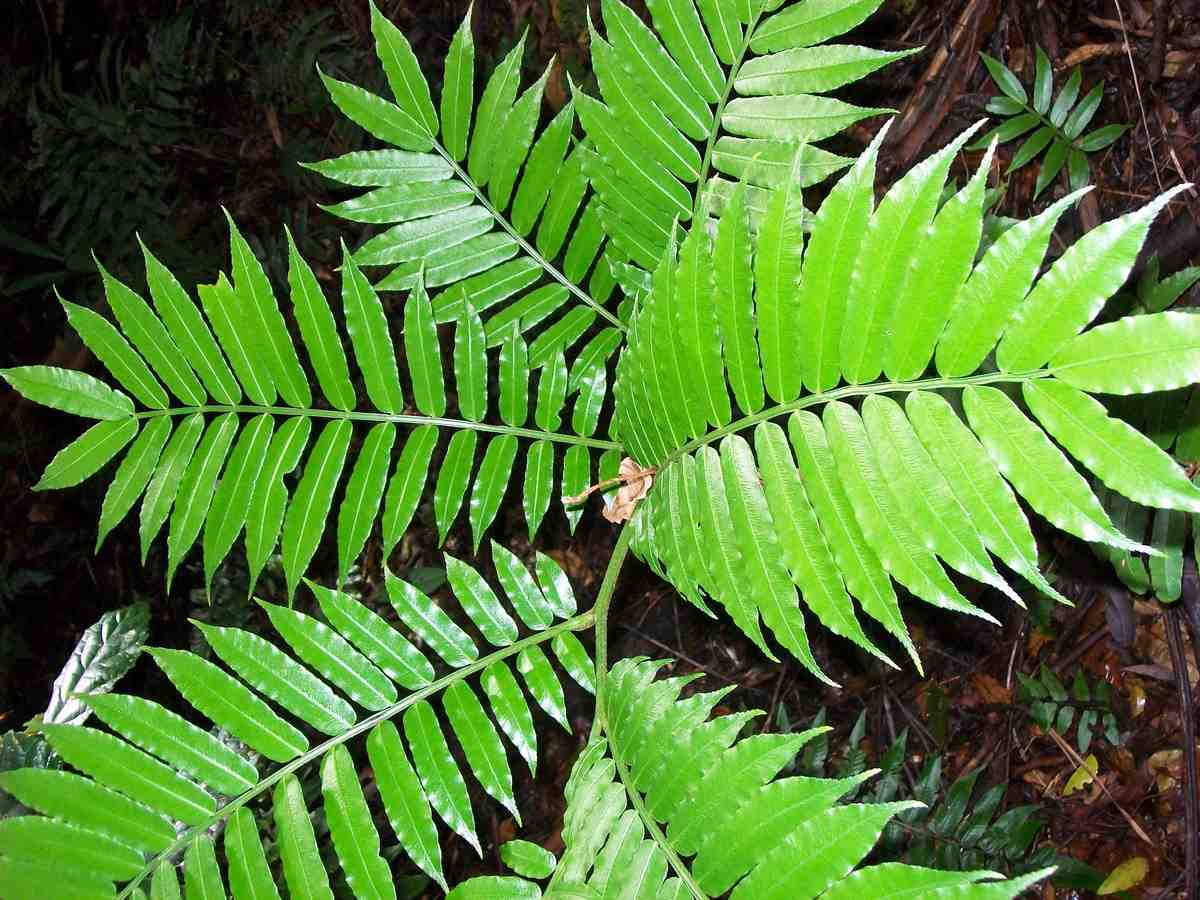
リュウビンタイ属のタイプ種、アンギオプテリス・エウェクタ

  - リュウビンタイ科[17][52][53] Marattiaceae Kaulf.[nomenclature 2]：6属、推定111種[注釈 23]
    - リュウビンタイ属[52][53] Angiopteris Hoffm.[nomenclature 3] ：おそらく30種[注釈 24]
    - クリステンセニア属[54] Christensenia Maxon[nomenclature 4]：2種[注釈 25][注釈 26]
    - ダナエア属[51] Danaea Sm.[nomenclature 5]：おそらく50種[注釈 27]
    - Eupodium J.Sm.[nomenclature 6]：2種
    - マラッティア属[54] Marattia Sw.[nomenclature 7]：7種[注釈 28]
    - リュウビンタイモドキ属[53][56] Ptisana Murdock[nomenclature 8] ：20種[注釈 29]

### 薄嚢シダ亜綱
薄嚢シダ亜綱（ウラボシ亜綱）Polypodiidae Cronquist, Takht. & W.Zimm.
7目44科300属からなり、推定10,323種と見積もられている。

#### ゼンマイ目
- ゼンマイ目[17][18] Osmundales Link：単型
  - ゼンマイ科[57][17][58] Osmundaceae Martinov：1属18種

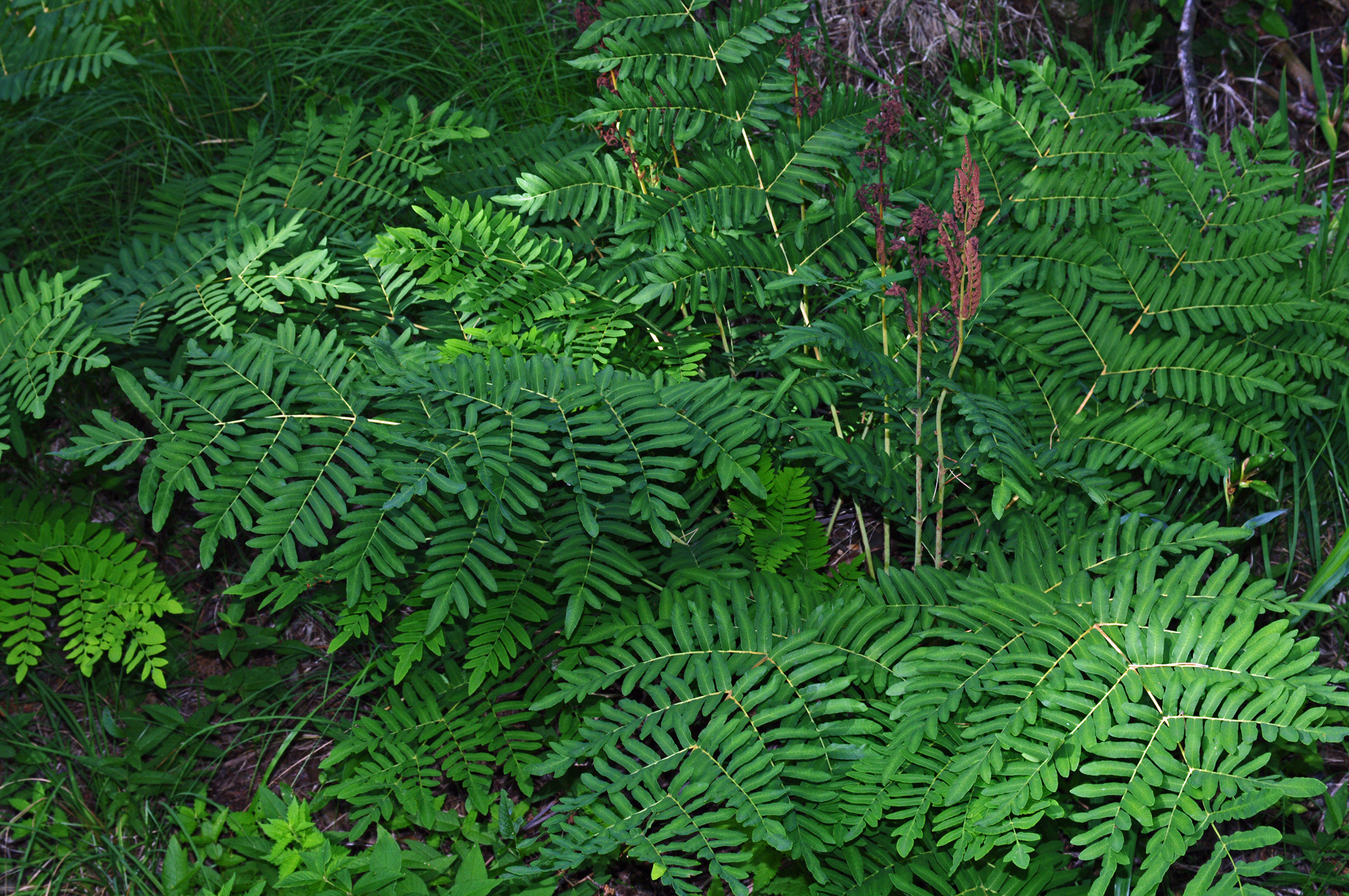
ゼンマイ属のタイプ種（レクトタイプ）、レガリスゼンマイ

    - Claytosmunda (Y.Yatabe, N.Murak. & K.Iwats.) Metzgar & Rouhan：オニゼンマイ Claytosmunda claytoniana (L.) Metzgar & Rouhan 1種のみを含む単型[注釈 30]
    - レプトプテリス属[59][60] Leptopteris C.Presl：6種を含む単系統群
    - ゼンマイ属[57][58] Osmunda L.：4種
    - ヤマドリゼンマイ属[61][62] Osmundastrum C.Presl：ヤマドリゼンマイ Osmundastrum cinnamomeum (L.) C.Presl 1種のみの単型。
    - シロヤマゼンマイ属[63] Plenasium C.Presl：約4種[注釈 31]
    - トデア属[59] Todea Willd. ex Bernh.：2種

#### コケシノブ目
- コケシノブ目[17][18] Hymenophyllales A.B.Frank：単型
  - コケシノブ科[64][65][17][66] Hymenophyllaceae Mart.：2亜科9属、推定434種からなる
    - subfamily Trichomanoideae C.Presl：系統関係はまだ解けていないが、8属からなり184種を含む
      - ホソバホラゴケ属[67][68] Abrodictyum C.Presl：25種
      - キクモバホラゴケ属[67][68] Callistopteris Copel.：5種
      - ソテツホラゴケ属[69][70] Cephalomanes C.Presl：4種
      - アオホラゴケ属[64][67][71] Crepidomanes C.Presl：約30種
      - マメゴケシダ属[67][72] Didymoglossum Desv.：約30種
      - ポリフレビウム属[67] Polyphlebium Copel.：約15種
      - ホラゴケ属[70][注釈 32]（トリコマネス属[67]） Trichomanes L.：約60種
      - ハイホラゴケ属[67][74] Vandenboschia Copel.：約15種

    - コケシノブ亜科[75] Hymenophylloideae Burnett：1属（単型）約250種
      - コケシノブ属[64][67][76] Hymenophyllum Sm.：約250種

#### ウラジロ目

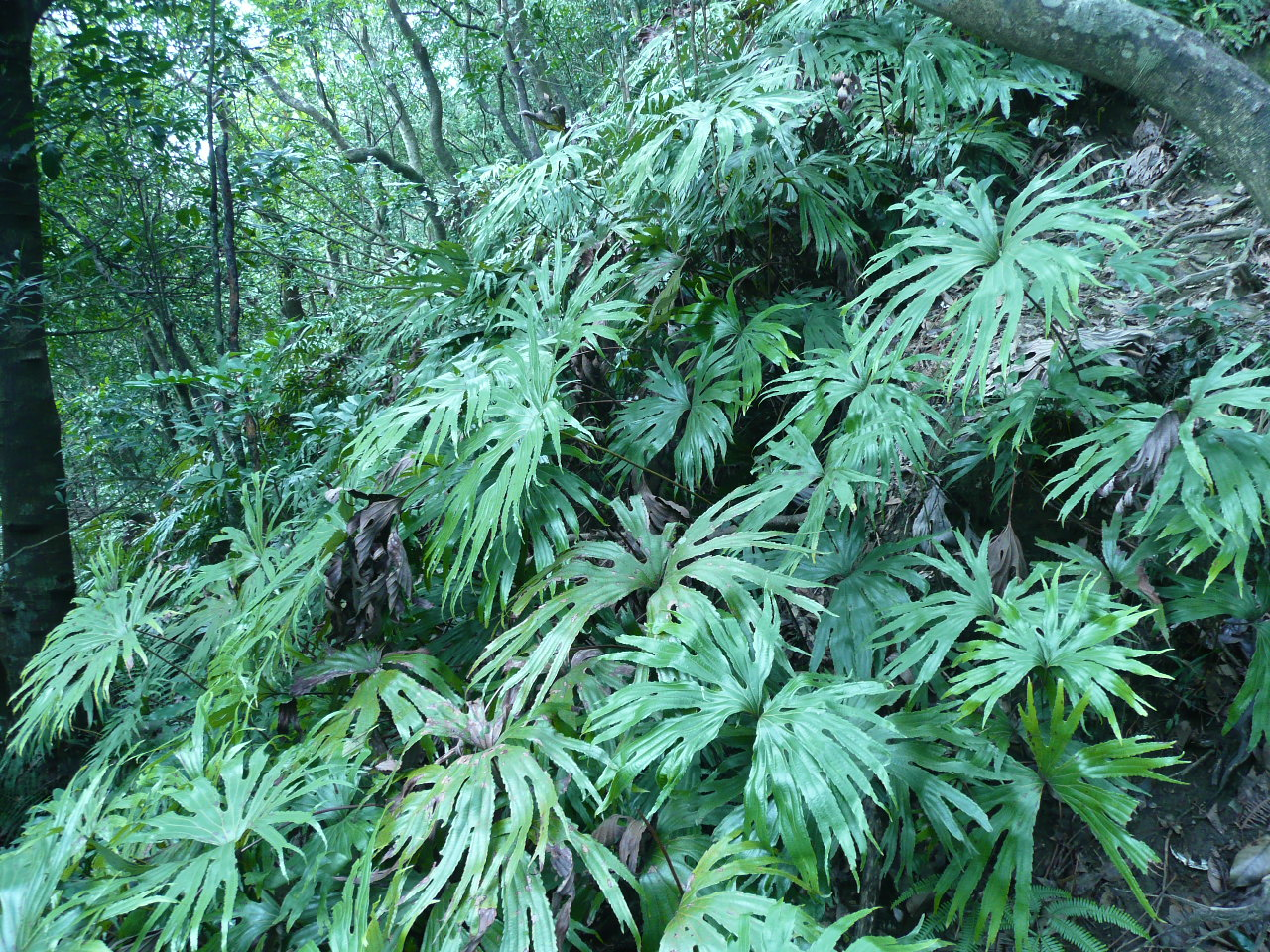
ヤブレガサウラボシ属のタイプ種、ヤブレガサウラボシ

- ウラジロ目[17][18] Gleicheniales Schimp.：3科10属、推定172種
  - マトニア科[17][77][78] Matoniaceae C.Presl：2属4種
    - マトニア属[78]（メイトニア属[79]） Matonia R.Br. ex Wall.：2種
    - ファネロソルス属[78] Phanerosorus Copel.：2種

  - ヤブレガサウラボシ科[17][80] Dipteridaceae[18] Seward & E.Dale：2属11種
    - スジヒトツバ属[81][82] Cheiropleuria C.Presl
    - ヤブレガサウラボシ属[81] Dipteris Reinw.

  - ウラジロ科[83][17][18][84] Gleicheniaceae C.Presl：6属、推定157種
    - コシダ属[80][85] Dicranopteris Bernh.： おそらく20種
    - ウラジロ属[84][85][注釈 33] Diplopterygium (Diels) Nakai：約25種
    - Gleichenella Ching：Gleichenella pectinata (Willd.) Ching のみの単型
    - グレイケニア属[86] Gleichenia Sm.：約15種[注釈 33]
    - スティケルス属[86] Sticherus C.Presl：約95種
    - ストロマトプテリス属[84][86] Stromatopteris Mett.：ストロマトプテリス・モニリフォルミス[87] Stromatopteris moniliformis Mett. のみの単型

#### フサシダ目
- フサシダ目[17][77] Schizaeales Schimp.
  - カニクサ科[17][77] Lygodiaceae M.Roem.：単型
    - カニクサ属[88][89] Lygodium Sw.：おそらく40種

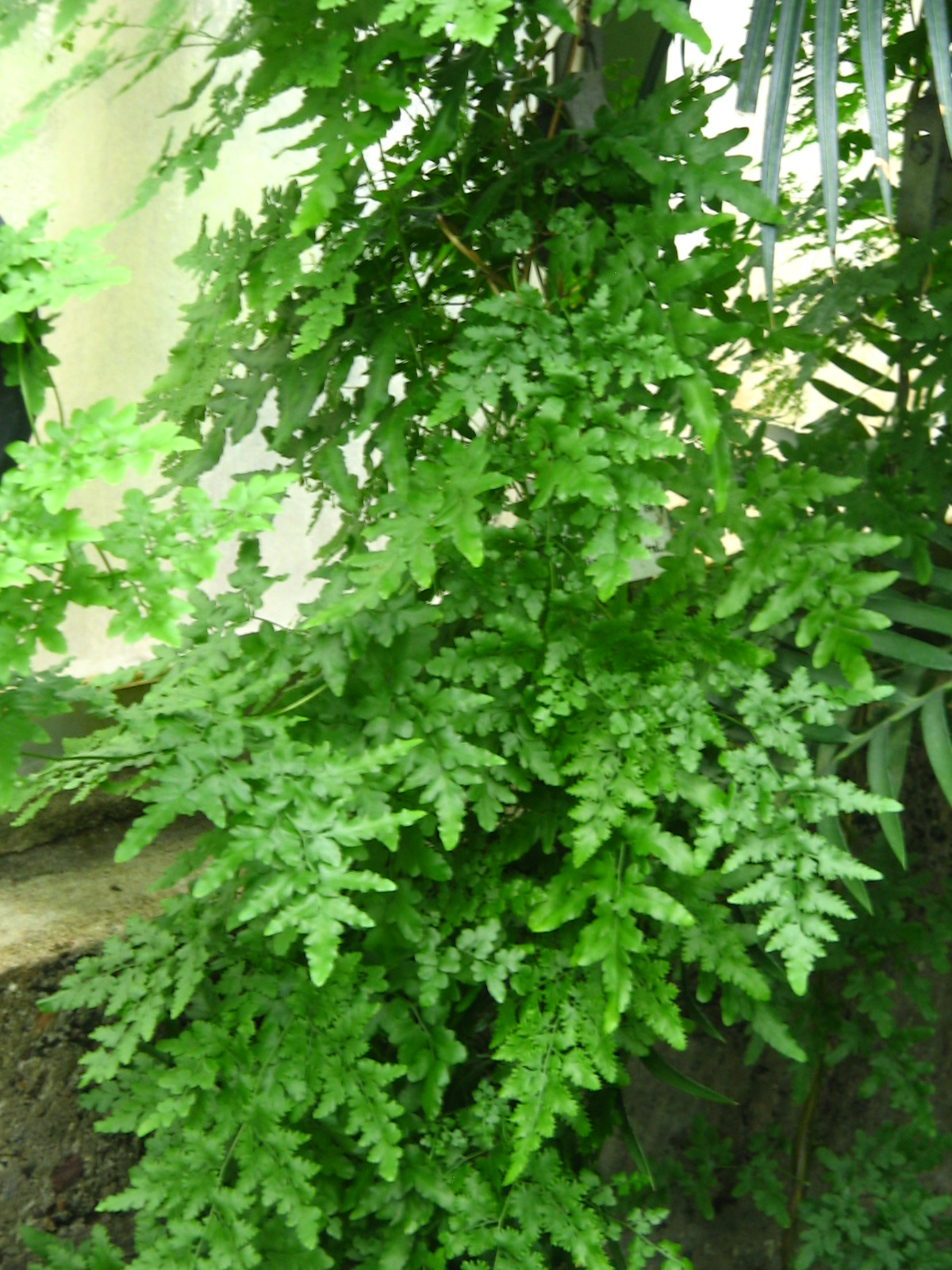
カニクサ属のタイプ種、

  - フサシダ科[90][17][77]（カンザシワラビ科[91]） Schizaeaceae Kaulf.：2属、推定35種
    - フサシダ属[92][93] Actinostachys Wall.：約15種[注釈 34]
    - カンザシワラビ属[37][91][92][93] Schizaea Sw.：おそらく20種

  - アネミア科[17][77] Anemiaceae Link：単型
    - アネミア属[89] Anemia Sw.：約115種[注釈 35]

#### サンショウモ目
- サンショウモ目[17][77][95] Salviniales Link：2科5属、推定85種

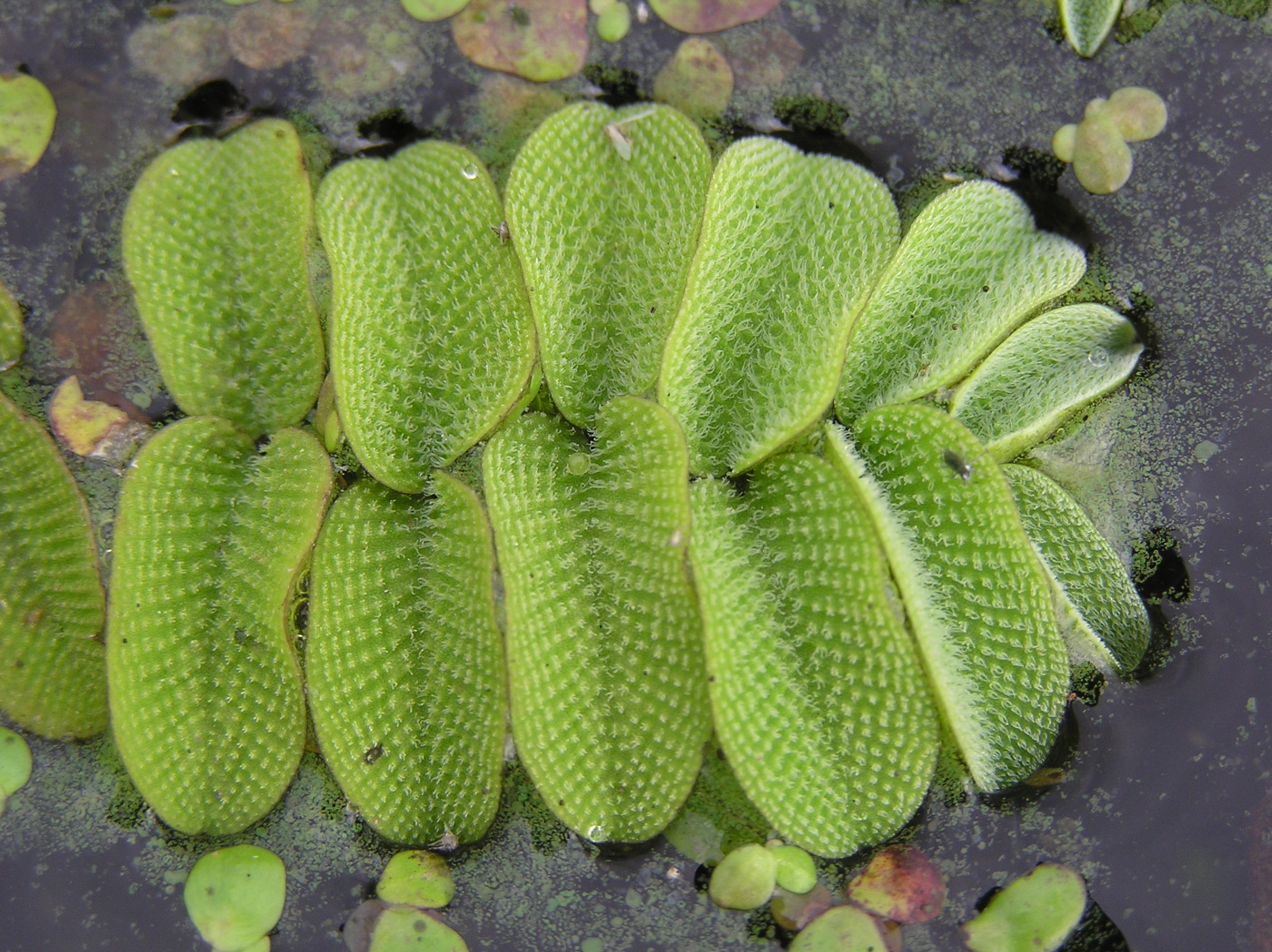
サンショウモ属のタイプ種、サンショウモ

  - サンショウモ科[17][77][96] Salviniaceae Martinov：2属21種
    - アカウキクサ属[96][97] Azolla Lam.：約9種
    - サンショウモ属[96][95] Salvinia Ség.：約12種

  - デンジソウ科[17][77][98][99] Marsileaceae Mirb.：3属61種
    - デンジソウ属[98][99] Marsilea L.：約55種
    - ピルラリア属[99][100] Pilularia L.：約5種
    - レグネリディウム属[99][100] Regnellidium Lindm.：Regnellidium diphyllum Lindm. のみの単型

#### ヘゴ目

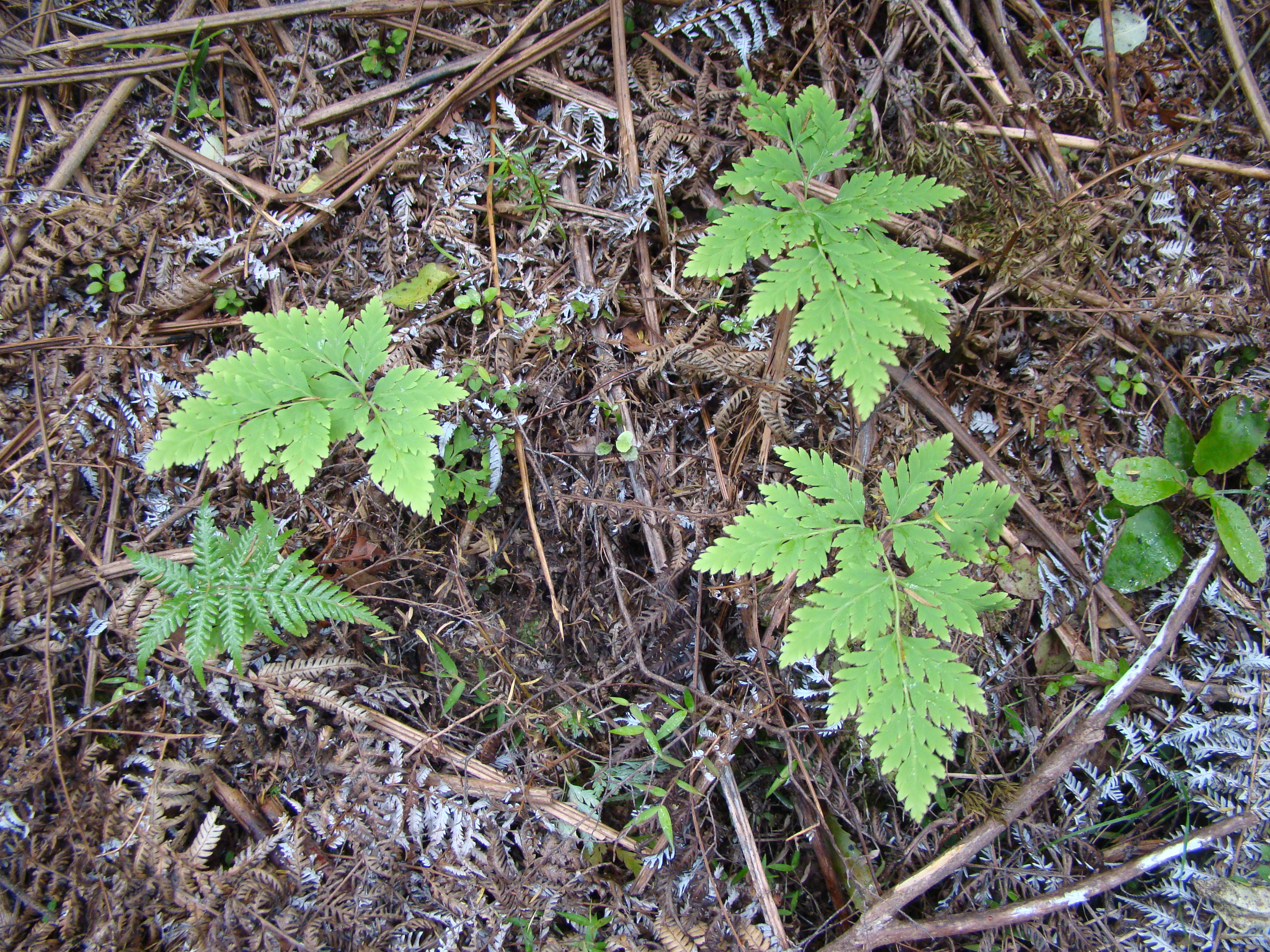
ロクソマ属唯一の種、ロクソマ・クンニングハミイ ex （ロクソマ科）

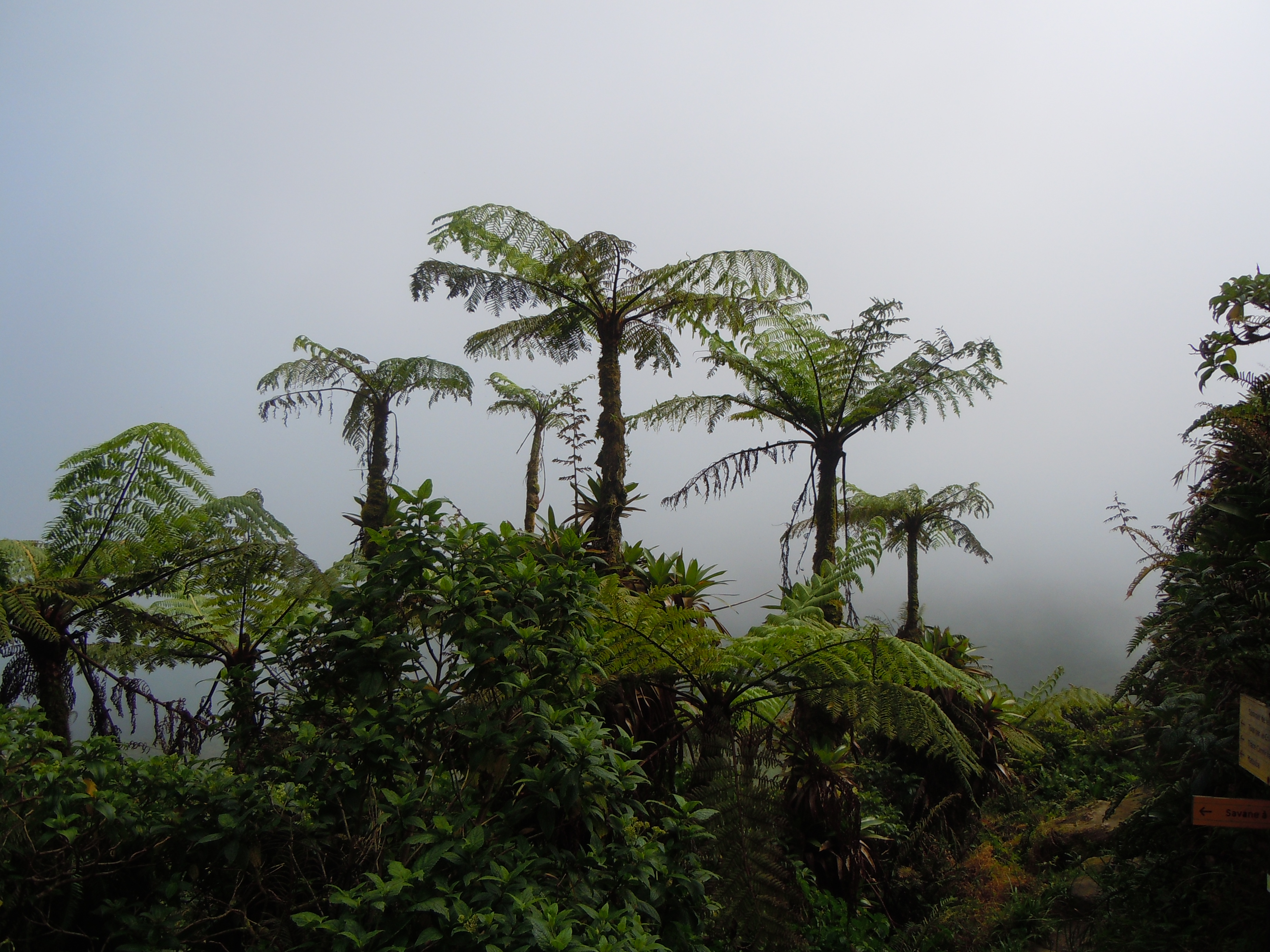
キュアテア属のタイプ種、

- ヘゴ目[17][77] Cyatheales A.B.Frank in Leunis：8科13属、推定713種
  - ティルソプテリス科[92]（チルソプテリス科[17][77]） Thyrsopteridaceae C.Presl：単型
    - ティルソプテリス属[92][101] Thyrsopteris Kunze：Thyrsopteris elegans Kunze のみの単型属[注釈 36]。

  - ロクソマ科[17][77][102]（ロクスソマ科[92]） Loxsomataceae C.Presl：2つの単型属からなる。
    - ロクソマ属[102][103]（ロクスソマ属[92]） Loxsoma R.Br. ex Hook. in A.Cunn.：ロクソマ・クンニングハミイ[102] Loxsoma cunninghamii R.Br. ex Hook. のみの単型属
    - ロクソモプシス属[102] Loxsomopsis Christ：ロクソモプシス・コスタリケンシス[102] Loxsomopsis costaricensis Christ のみの単型属

  - クルキタ科[17][77] Culcitaceae Pic.Serm.：1属2種
    - クルキタ属[101][92] Culcita C.Presl：2種

  - キジノオシダ科[104][17][77][105] Plagiogyriaceae Bower
    - キジノオシダ属[104][105] Plagiogyria (Kunze) Mett.：15種

  - タカワラビ科[17][77][106][注釈 37] Cibotiaceae Korall
    - タカワラビ属[107][106] Cibotium Kaulf.：9種[注釈 38]

  - メタキシア科[77][106][2]（メタクシア科[17]） Metaxyaceae Pic.Serm.：単型
    - メタクシア属[108][109] Metaxya C.Presl：6種[注釈 39]

  - ディクソニア科[17][77][106][110] Dicksoniaceae M.R.Schomb.：3属35種
    - カロクラエナ属[101][111] Calochlaena (Maxon) M.D.Turner & R.A.White：5種
    - ディクソニア属[101][111] Dicksonia L'Hér.：26種
    - ロフォソリア属[103][108][111] Lophosoria C.Presl：約4種

  - ヘゴ科[112][17][77][113] Cyatheaceae Kaulf.：3属643種[注釈 40]
    - ヘゴ属[115] Alsophila R.Br.：日本産ではヘゴおよびエダウチムニンヘゴが属し[116][115]、全275種[注釈 41][注釈 42]
    - キュアテア属[117][118][119]（キアテア属[120][121][122]、旧ヘゴ属）Cyathea Sm.：全265種[注釈 43]
    - モリヘゴ属[115] Sphaeropteris Bernh.：日本産ではヒカゲヘゴ（モリヘゴ）およびマルハチが属し[116][115]、103種[注釈 44][注釈 45]

#### ウラボシ目
- ウラボシ目[17][77] Polypodiales Link：6亜目26科253属、推定8714種からなる。
  - サッコロマ亜目[2] Saccolomatineae Hovenkamp：単型
    - サッコロマ科[17][77][124] Saccolomataceae Doweld：単型
      - サッコロマ属[109] Saccoloma Kaulf.：18種[注釈 46]

  - ホングウシダ亜目[2] Lindsaeineae Lehtonen & Tuomisto：単型
    - キストディウム科[77] Cystodiaceae J.R.Croft：単型
      - キストディウム属[101] Cystodium J.Sm.：キストディウム・ソルビフォリウム[101] Cystodium sorbifolium (Sm.) J.Sm.ただ1種からなる単型属

    - ロンキティス科[17][2] Lonchitidaceae Doweld：単型
      - Lonchitis L.：推定2種

    - ホングウシダ科[17][77][125]（エダウチホングウシダ科[115]） Lindsaeaceae C.Presl ex M.R.Schomb.：7属、推定234種
      - エダウチホングウシダ属[126][115] Lindsaea Dryand. ex Sm.：約180種
      - Nesolindsaea Lehtonen & Christenh.：2種
      - ホラシノブ属[127][115] Odontosoria Fée：約23種[注釈 47]
      - ホングウシダ属[128]（サイゴクホングウシダ属[115]） Osmolindsaea (K.U.Kramer) Lehtonen & Christenh.：約7種
      - スフェノメリス[109]属[注釈 48] Sphenomeris Maxon：3種
      - ゴザダケシダ属[127][115][110] Tapeinidium (C.Presl) C.Chr.：18種[注釈 49]
      - Xyropteris K.U.Kramer：Xyropteris stortii (Alderw.) K.U.Kramer 1種のみの単型属

  - イノモトソウ亜目[2] Pteridineae J.Prado & Schuettp.：1科53属、推定1211種イノモトソウ属のタイプ種（レクトタイプ）、Pteris longifolia L. の博物画。

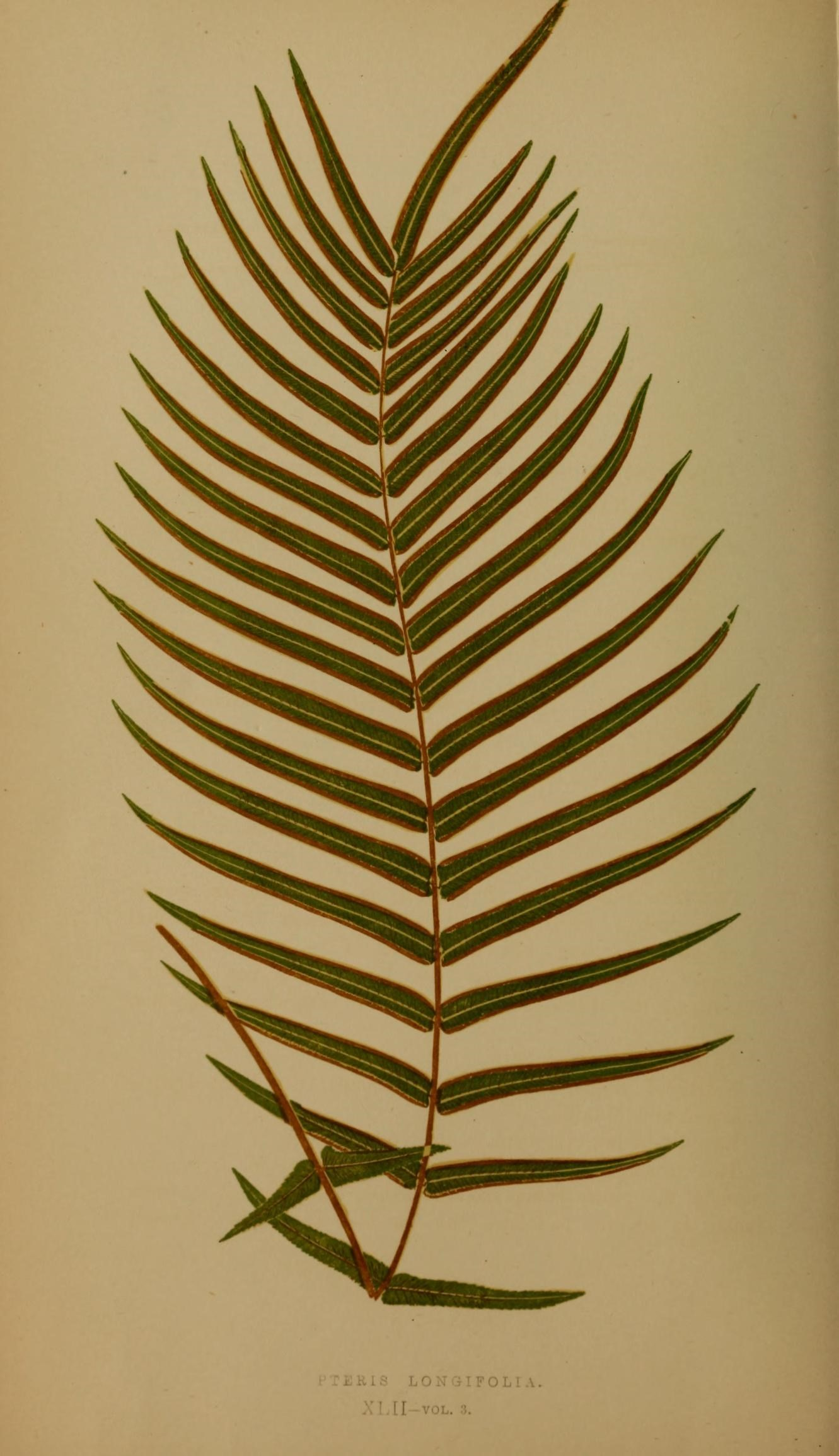
イノモトソウ属のタイプ種（レクトタイプ）、 の博物画。

    - イノモトソウ科[17][77][130] Pteridaceae E.D.M.Kirchn.：5亜科53属、推定1211種
      - ミズワラビ亜科[注釈 50] Parkerioideae Burnett：2属、推定9種
        - ミミモチシダ属[132][133] Acrostichum L.：3種
        - ミズワラビ属[134][135] Ceratopteris Brongn.：おそらく6種

      - リシリシノブ亜科[130][131] Cryptogrammoideae S.Lindsay：3属、推定31種
        - イワガネゼンマイ属[136][135] Coniogramme Fée：少なくとも20種
        - リシリシノブ属[136][135] Cryptogramma R.Br.：約10種
        - Llavea Lag.：Llavea cordifolia Lag. ただ1種を含む単型属

      - イノモトソウ亜科[130][137] Pteridoideae Link：13属、推定400種
        - Actiniopteris Link：6種
        - ハニカラクサ属[130] Anogramma Link：約5種を含むが、多系統
        - アウストログラメ属[138] Austrogramme E.Fourn.：6種
        - Cerosora Domin：4種
        - Cosentinia Tod：Cosentinia vellea (Aiton) Tod.  のみからなる単型
        - Jamesonia Hook. & Grev.：約50種[注釈 51]
        - タチシノブ属[139][135] Onychium Kaulf.：おそらく10種
        - ギンシダ属[139][135][140] Pityrogramma Link：約20種[注釈 52]
        - イノモトソウ属[132][133] Pteris L.：おそらく250種[注釈 53]
        - Pterozonium Fée：14種
        - シングラムマ属[142]（シングラマ属[143]） Syngramma J.Sm.：約15種
        - タエニティス属[143] Taenitis Willd. ex Schkuhr：約15種
        - Tryonia Schuettp.：4種

      - シシラン亜科[130][144][75] Vittarioideae Link：12属、推定345種[注釈 54]
        - ホウライシダ属[145] Adiantum L.：約225種
        - Ananthacorus Underw. & Maxon：Ananthacorus angustifolius (Sw.) Underw. & Maxon のみからなる単型
        - Antrophyopsis (Benedict) Schuettp.：3種
        - タキミシダ属[146][147] Antrophyum Kaulf.：おそらく40種
        - シシラン属[148][110] Haplopteris C.Presl ：おそらく40種[注釈 55][注釈 56]
        - Hecistopteris J.Sm.：3種
        - Polytaenium Desv.：約10種[注釈 57]
        - Radiovittaria (Benedict) E.H.Crane：10種
        - Rheopteris Alston：Rheopteris cheesmania Alston のみからなる単型
        - Scoliosorus T.Moore：Scoliosorus ensiformis (Hook.) T.Moore のみからなる単型
        - ヨロイシシラン属[149][150] Vaginularia Fée：4種[注釈 58]
        - ウィッタリア[151]属 Vittaria Sm.：7種[注釈 56]

      - エビガラシダ亜科[130][144] Cheilanthoideae Horvat：23属、推定426種
        - Adiantopsis Fée：約35種
        - ヒメウラジロ属[144] Aleuritopteris Fée：約40種、非単系統群[注釈 59]
        - Allosorus Bernh.：8種だが、単系統性には疑問が持たれている[注釈 60]。
        - Argyrochosma (J.Sm.) Windham：約20種
        - Aspidotis (Nutt. ex Hook.) Copel.：4種
        - アストロレピス属[142] Astrolepis D.M.Benham & Windham：8種
        - Bommeria E.Fourn.：5種
        - Calciphilopteris Yesilyurt & H.Schneid.：4種
        - エビガラシダ属[139][135] Cheilanthes Sw.：約100種、非単系統群[注釈 61]
        - Cheiloplecton Fée：Cheiloplecton rigidum (Sw.) Fée のみからなる単型
        - フウロシダ属[130][110] Doryopteris J.Sm. emend. J.C.Yesilyurt：21種[注釈 62]
        - ガガ属[152][153] Gaga Pryer：19種
        - ヘミオニティス属[154] Hemionitis L.：5種[注釈 63]
        - Lytoneuron (Klotzsch) Yesilyurt：12種
        - Mildella Trevis.：7種だが、単系統群になるように定義されておらず、タイプ種を含む新世界の種と旧世界の種は別のクレードに位置する。
        - Myriopteris Fée emend. Grusz & Windham：約45種[注釈 64]
        - チャイロエビガラシダ属[130] Notholaena R.Br.：約30種、非単系統群[注釈 65]
        - Ormopteris J.Sm. ex J.Sm.：6種
        - ケガワシダ属[130][110] Paragymnopteris K.H.Shing：5種、非単系統群
        - イヌアミシダ属[110] Parahemionitis Panigrahi：イヌアミシダ Parahemionitis arifolia (Burm.f.) Panigrahi のみからなる単型[注釈 66]
        - イヌウラジロシダ属[130][140]（ペラエア属[154] ） Pellaea Link：約40種、非単系統群[注釈 67]
        - Pentagramma Yatsk.：6種
        - Trachypteris André ex Christ：4種、単系統性は不明[注釈 68]

  - コバノイシカグマ亜目[2] Dennstaedtiineae Schwartsb. & Hovenkamp：単型群生するワラビ Pteridium aquilinum (L.) Kuhn（コバノイシカグマ科）

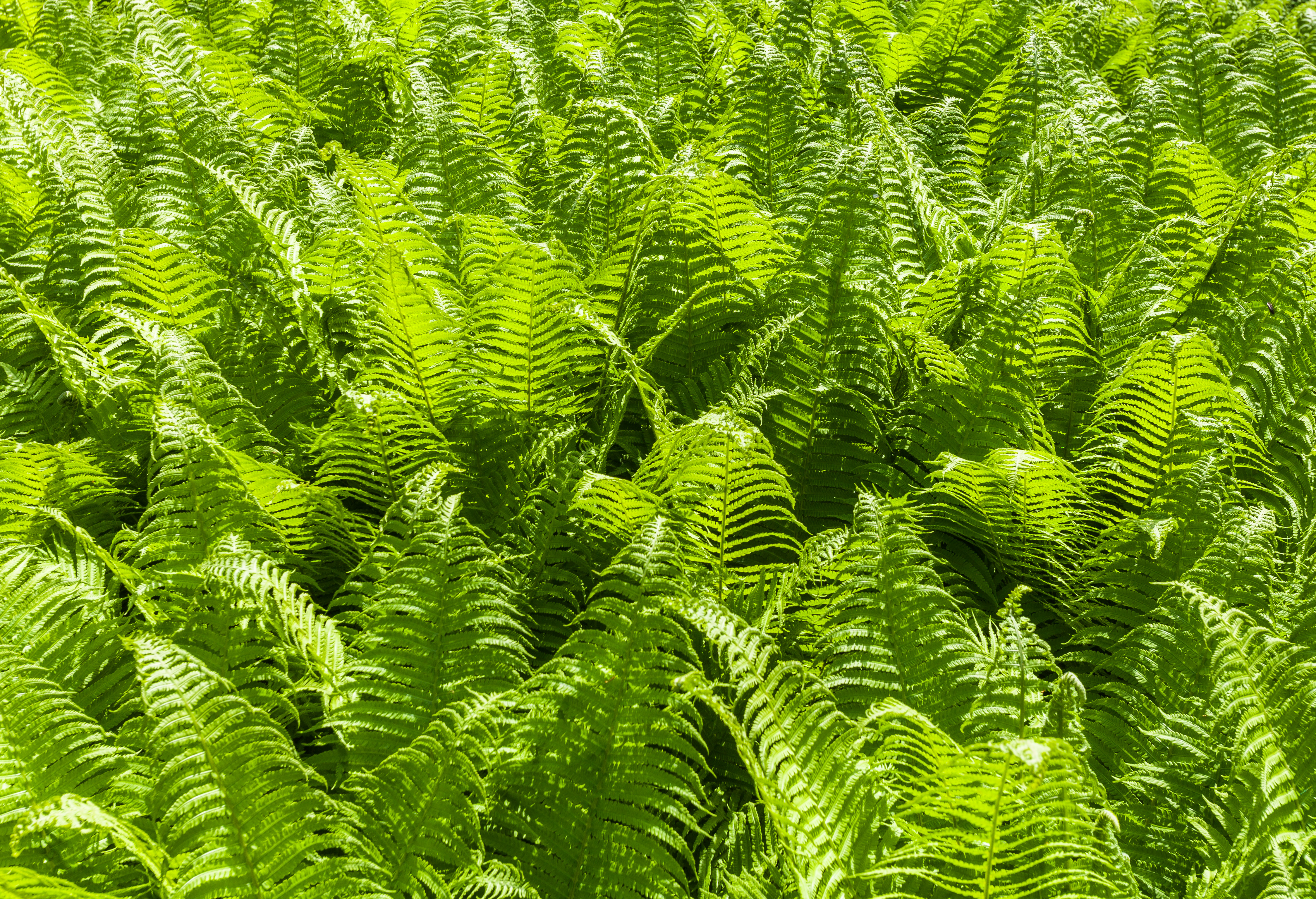
群生するワラビ （コバノイシカグマ科）

    - コバノイシカグマ科[17][77][159] Dennstaedtiaceae Lotsy：10属、推定265種
      - Blotiella R.M.Tryon：おそらく20種
      - コバノイシカグマ属[160] Dennstaedtia Bernh.：約70種
      - ユノミネシダ属[161] Histiopteris (J.Agardh) J.Sm.：約7種
      - イワヒメワラビ属[161][162] Hypolepis Bernh.：おそらく80種
      - Leptolepia Mett. ex Prantl：Leptolepia novaezelandiae (Colenso) Mett. ex Diels のみからなる単型
      - フモトシダ属[160][163] Microlepia C.Presl：約60種
      - オオフジシダ属[164][165] Monachosorum Kunze：約6種
      - オエノトリキア属[166] Oenotrichia Copel.：約2種
      - パエシア属[167] Paesia A.St.-Hil.：約15種
      - ワラビ属[168][167] Pteridium Gled. ex Scop.：種数不明、20の形態型が認識されているが、分子データからはより少ない（4種）と考えられている。

  - チャセンシダ亜目[2] Aspleniineae H.Schneid. & C.J.Rothf.（真正ウラボシ類Ⅱ[169][2] "eupolypods II" in Smith et al. 2006）：11科72属、推定2775種
    - ナヨシダ科[17][77][170] Cystopteridaceae Shmakov：3属、推定2,775種
      - ウスヒメワラビ属[171][172][149] Acystopteris Nakai：少なくとも3種
      - ナヨシダ属[170][172][149] Cystopteris Bernh.：少なくとも26種
      - ウサギシダ属[173][172][149] Gymnocarpium Newman：少なくとも8種

    - ヌリワラビ科[17][77][174] Rhachidosoraceae X.C.Zhang：単型
      - ヌリワラビ属[174][149] Rhachidosorus Ching：8種

    - イワヤシダ科[17][77][175] Diplaziopsidaceae X.C.Zhang & Christenh.：2属4種
      - イワヤシダ属[175][149] Diplaziopsis C.Chr.：3種
      - Homalosorus Small ex Pic.Serm.：Homalosorus pynocarpos (Spreng.) Pic.Serm. 1種のみからなる単型

    - デスモフレビウム科[169][2][176] Desmophlebiaceae Mynssen：単型
      - Desmophlebium Mynssen：2種

    - ヘミディクティウム科[175][2][177] Hemidictyaceae Christenh. & H.Schneid.：単型
      - Hemidictyum C.Presl：Hemidictyum marginatum (L.) C.Presl 1種からなる単型

    - チャセンシダ科[17][77][178] Aspleniaceae Newman：2属、推定730種
      - チャセンシダ属[179][149] Asplenium L.：少なくとも700種[注釈 69]
      - ホウビシダ属[184][149] Hymenasplenium Hayata：少なくとも30種

    - イワデンダ科[17][77][185][172] Woodsiaceae Herter：単型
      - イワデンダ属[185][172] Woodsia R.Br.：推定39種

    - コウヤワラビ科[17][77][186] Onocleaceae Pic.Serm.：4属、推定5種
      - クサソテツ属[186][172] Matteuccia Tod.：クサソテツ Matteuccia struthiopteris (L.) Tod. 1種からなるが、アメリカ産のものとヨーロッパ産のものは別種として扱われる可能性がある。
      - コウヤワラビ属[187][172] Onoclea L.：コウヤワラビ Onoclea sensibilis L. からなる単型[注釈 70]。
      - コウヤワラビモドキ属[188] Onocleopsis F.Ballard：Onocleopsis hintonii F.Ballard 1種からなる単型
      - イヌガンソク属[186] Pentarhizidium Hayata：2種、タイプ種は Pentarhizidium japonicum Hayata[注釈 71]。

    - シシガシラ科[190][77][191] Blechnaceae Newman：3亜科24属、推定265種Lorinseria 属唯一の種、Lorinseria areolata (L.) C.Presl

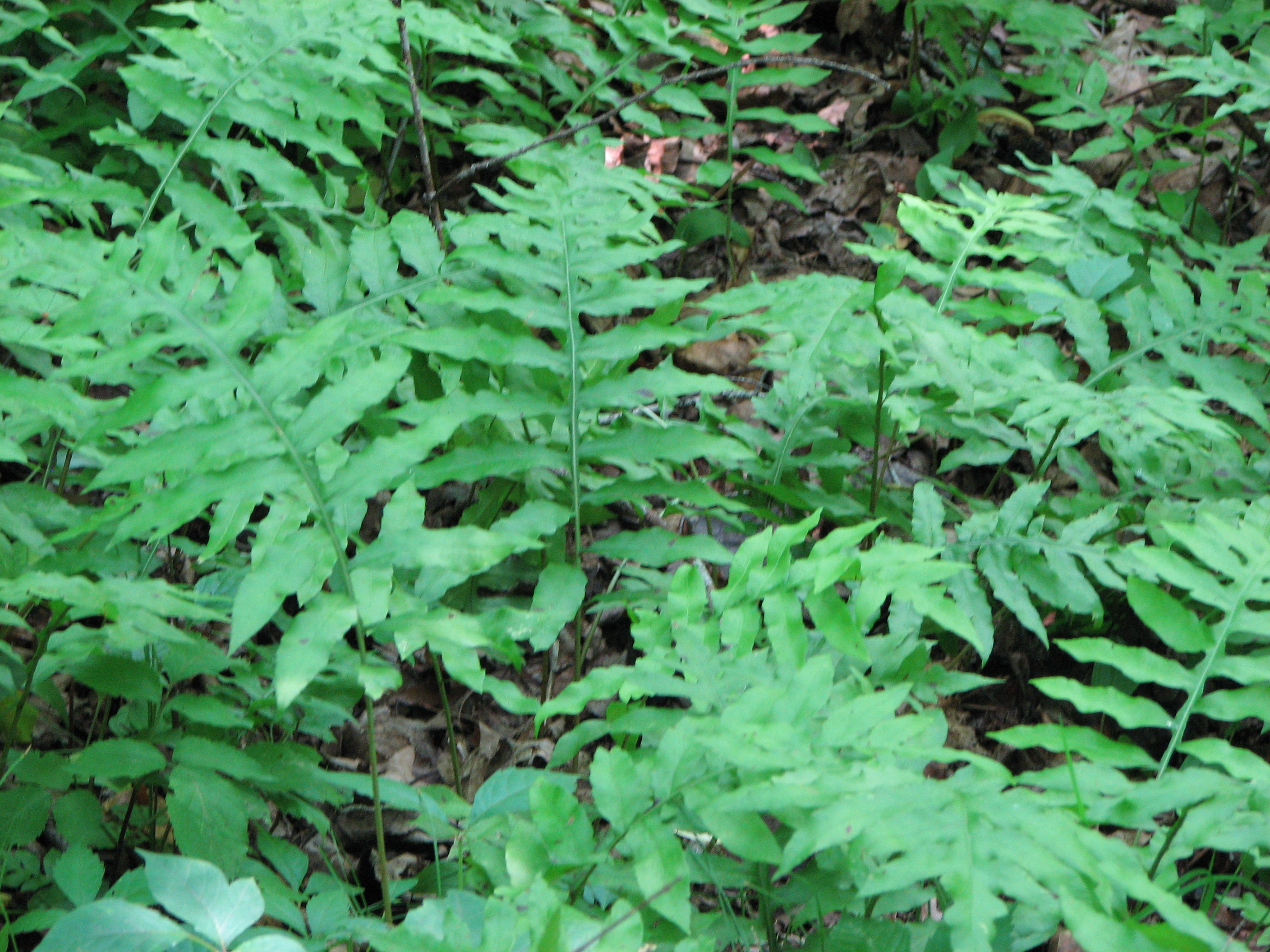
属唯一の種、

      - ステノクラエナ亜科[192] subfamily Stenochlaenoideae (Ching) J.P.Roux：3属12種
        - サルピクラエナ属[193] Salpichlaena J.Sm.：3種
        - ステノクラエナ属[193][194] Stenochlaena J.Sm.：7種
        - Telmatoblechnum Perrie, D.J.Ohlsen & Brownsey：2種

      - コモチシダ亜科[192] subfamily Woodwardioideae Gasper, V.A.O.Dittrich & Salino：3属15種
        - Anchistea C.Presl：Anchistea virginica (L.) C.Preslからなる単型。
        - Lorinseria C.Presl：Lorinseria areolata (L.) C.Presl からなる単型[注釈 72]。
        - コモチシダ属[196] Woodwardia Sm.：13種[注釈 73]

      - シシガシラ亜科[192] subfamily Blechnoideae Gasper, V.A.O.Dittrich & Salino：18属238種
        - Austroblechnum Gasper & V.A.O.Dittrich：40種
        - キジノオシシガシラ属[197] Blechnidium T.Moore：キジノオシシガシラ Blechnidium melanopus (Hook.) T.Moore 1種のみからなる単型属
        - ヒリュウシダ属[197] Blechnopsis C.Presl：2種、タイプ種はヒリュウシダ Blechnopsis orientalis (L.) C.Presl[注釈 74]。
        - アメリカシシガシラ属[198]（ブレクヌム属[193][199]） Blechnum L.：30種[注釈 75]
        - ソテツモドキ属[202][149]（ブライネア属[193]） Brainea J.Sm.：ソテツモドキ Brainea insignis (Hook.) J.Sm. 1種のみからなる単型属
        - オサシダモドキ属[203] Cleistoblechnum Gasper & Salino：オサシダモドキ Cleistoblechnum eburneum (Christ) Gasper & Salino 1種のみからなる単型属
        - Cranfillia Gasper & V.A.O.Dittric：11種
        - ホウライシシガシラ属[203] Diploblechnum Hayata：6種[注釈 76]
        - ベニトラノオ属[204]（ドオディア属[193]） Doodia R.Br.：19種[注釈 77]
        - Icarus Gasper & Salino：Icarus filiformis (A.Cunn.) Gasper & Salino 1種のみからなる単型属
        - ロマリア属[205] Lomaria Willd.：6種[注釈 78]
        - Lomaridium C.Presl：16種
        - Lomariocycas (J.Sm.) Gasper & A.R.Sm.：19種
        - ブラジルシシガシラ属[203] Neoblechnum Gasper & V.A.O.Dittrich：Neoblechnum brasiliense (Desv.) Gasper & V.A.O.Dittrich 1種のみからなる単型属
        - Oceaniopteris Gasper & Salino：8種
        - Parablechnum C.Presl：65種
        - サドレリア属[200] Sadleria Kaulf.：6種
        - シシガシラ属[206] Struthiopteris Scop.：5種[注釈 79]

    - メシダ科[190][77][169] Athyriaceae Alston：3属、推定650種
      - メシダ属[207][208] Athyrium Roth：約230種[注釈 80]
      - シケシダ属[169]（オオシケシダ属[211][149]） Deparia Hook. & Grev.：約70種[注釈 81]
      - ノコギリシダ属[213] Diplazium Sw.：約350種[注釈 82][注釈 83]

    - ヒメシダ科[17][77][214] Thelypteridaceae Ching ex Pic.Serm.：2亜科30属、推定1,034種[注釈 84]ヒメシダ属のタイプ種、ヒメシダ Thelypteris palustris (Salisb.) Schott。Christenhusz & Chase (2014) では本分類体系における Thelypteridoideae 亜科が全てヒメシダ属に含まれ、約900種を含む大きな属となっていたが、本分類体系では2種のみが含まれ、そのうちの1種である[217][218][214]。

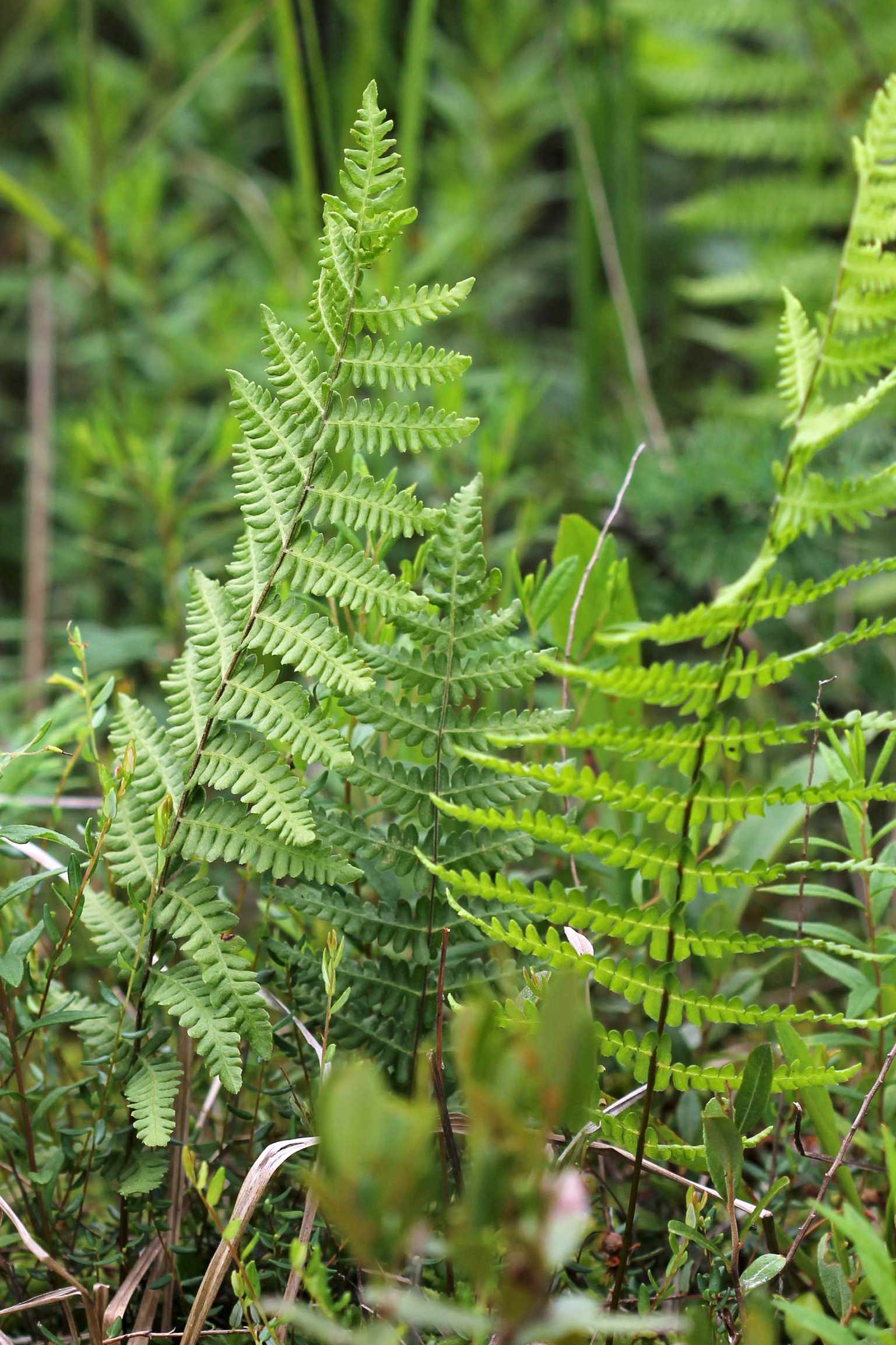
ヒメシダ属のタイプ種、ヒメシダ 。Christenhusz & Chase (2014) では本分類体系における 亜科が全てヒメシダ属に含まれ、約900種を含む大きな属となっていたが、本分類体系では2種のみが含まれ、そのうちの1種である。

      - subfamily Phegopteridoideae Salino, A.R.Sm. & T.E.Almeida：3属、推定34種
        - ヒメワラビ属[219][220] Macrothelypteris (H.Ito) Ching：10種
        - ミヤマワラビ属[221] Phegopteris (C.Presl) Fée：4種。タイプと著者には議論がある。
        - タチヒメワラビ属[222]（ミミガタシダ属[220]） Pseudophegopteris Ching：20種

      - ヒメシダ亜科[223] Thelypteridoideae C.F.Reed：27属、推定1,000種
        - Amauropelta Kunze：約215種
        - Amblovenatum J.P.Roux：12種[注釈 85]
        - アンペロプテリス属[220] Ampelopteris Kunze：Ampelopteris elegans Kunze 1種からなる単型属
        - チンギア属[226] Chingia Holttum：20種
        - ケホシダ属[215][227] Christella H.Lév.：おそらく70種、非単系統群。
        - オオハシゴシダ属[228][226] Coryphopteris Holttum：47種[注釈 86]
        - ミゾシダモドキ属[228] Cyclogramma Tagawa：8種
        - テツホシダ属[228][229] Cyclosorus Link：2種
        - タイヨウシダ属[228] Glaphyropteridopsis Ching：4種
        - Goniopteris C.Presl：約120種
        - ツルアミシダ属[230][149] Meniscium Schreb.：27種
        - Menisorus Alston：Menisorus pauciflorus (Hook.) Alston 1種からなる単型属
        - Mesophlebion Holttum：15種、単系統性は不明。
        - Mesopteris Ching：Mesopteris tonkinensis (C.Chr.) Ching 1種からなる単型属
        - シマヤワラシダ属[228] Metathelypteris (H.Ito) Ching：12種
        - Nannothelypteris Holttum：3種、単系統性は不明。
        - オオバショリマ属[228] Oreopteris Holub：3種
        - ハシゴシダ属[228] Parathelypteris (H.Ito) Ching：約15種、非単系統群。
        - プレシオネウロン属[229] Plesioneuron (Holttum) Holttum：30種、単系統性は不明。
        - ナタギリシダ属[222][231] Pneumatopteris Nakai：約80種、単系統性は不明。
        - コウモリシダ属[222][232] Pronephrium C.Presl：68種、非単系統群[注釈 87]。
        - イブキシダ属[222] Pseudocyclosorus Ching：11種、非単系統群。
        - コバザケシダ属[228][226] Sphaerostephanos J.Sm.：約185種、非単系統群。
        - ミゾシダ属[234][230][222]（アミシダ属[149]、アミシダモドキ属[149]、ステグノグランマ属[234]） Stegnogramma Blume：18種
        - Steiropteris (C.Chr.) Pic.Serm.：22種[注釈 88]
        - ヒメシダ属[222] Thelypteris Schmidel：2種
        - トリゴノスポラ属[235] Trigonospora Holttum：8種、単系統性は不明。

  - ウラボシ亜目[2] Polypodiineae Dumort.（真正ウラボシ類Ⅰ[2] "eupolypods I" in Smith et al. 2006）

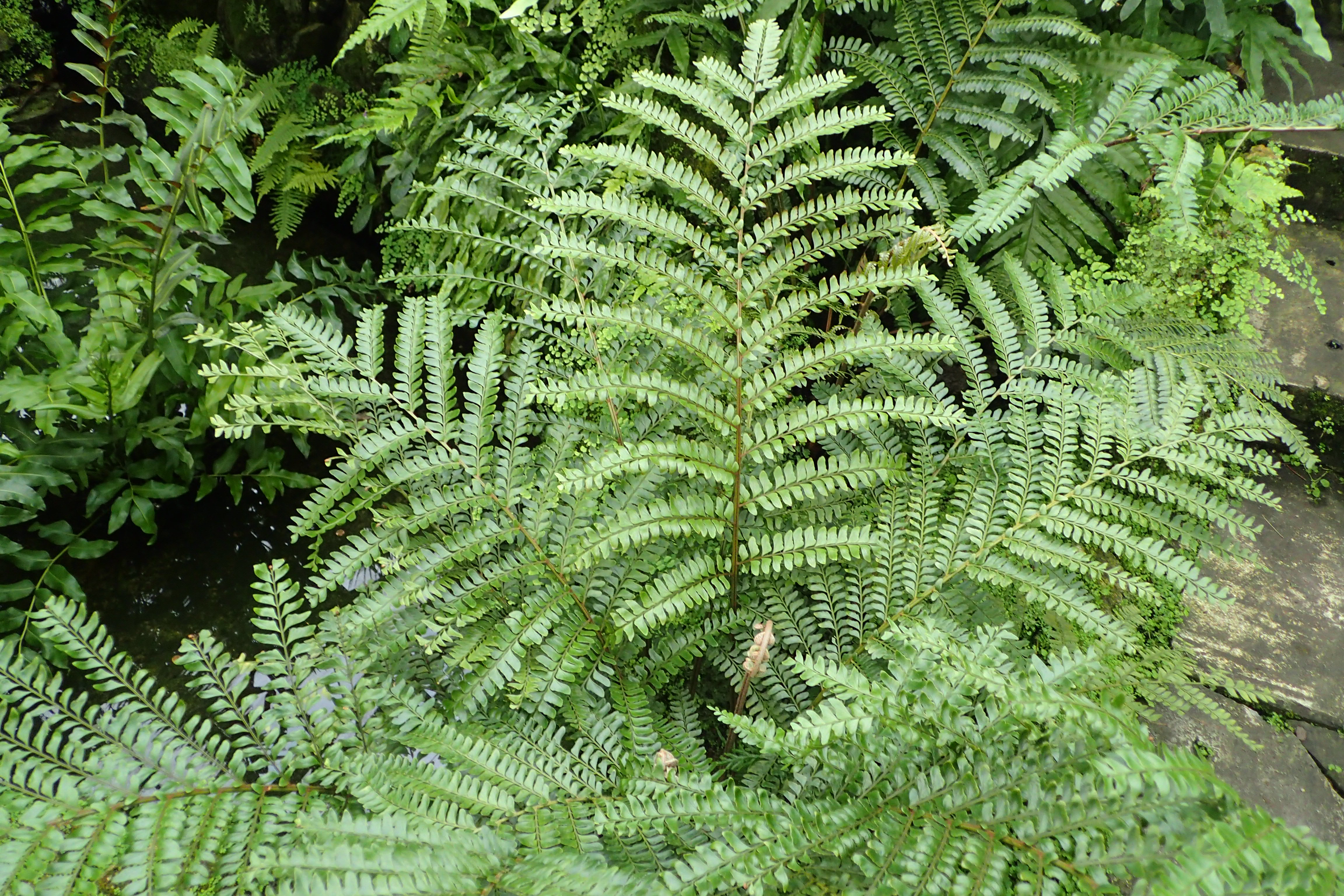
ディディモクラエナ科の1種、

    - ディディモクラエナ科[236][2] Didymochlaenaceae Ching ex Li Bing Zhang & Liang Zhang：単型ディディモクラエナ科の1種、Didymochlaena truncatula (Sw.) J.Sm.
      - ディディモクラエナ属[237][238][239] Didymochlaena Desv.：Didymochlaena sinuosa Desv. 1種のみからなる単型であるが、未記載種を含む可能性が高い[注釈 89]。

    - キンモウワラビ科[190][77][236] Hypodematiaceae Ching：2属、推定22種
      - キンモウワラビ属[236][172] Hypodematium Kunze：約20種
      - アリサンオウレンシダ属[236][241] Leucostegia C.Presl：2種

    - オシダ科[190][242] Dryopteridaceae Herter
      - ポリボトリア亜科[242] Polybotryoideae H.M.Liu & X.C.Zhang：7属、推定98種
        - Cyclodium C.Presl：約10種
        - Maxonia C.Chr.：Maxonia apiifolia (Sw.) C.Chr. 1種のみからなる単型属
        - Olfersia Raddi：3種
        - Polybotrya Humb. & Bonpl. ex Willd.：35種
        - Polystichopsis (J.Sm.) C.Chr.：8種
        - Stigmatopteris C.Chr.：40種
        - Trichoneuron Ching：Trichoneuron microlepioides Ching 1種のみからなる単型属

      - アツイタ亜科[242] Elaphoglossoideae (Pic.Serm.) Crabbe, Jermy & Mickel：11属、推定883種
        - Arthrobotrya J.Sm.：2種
        - ヘツカシダ属[242][243][244] Bolbitis Schott：約80種[注釈 90]
        - アツイタ属[242][243] Elaphoglossum Schott ex J.Sm.：約600種[注釈 91]
        - ミナミオシダ属[245]（タイワンキンモウイノデ属[241]） Lastreopsis Ching：16種[注釈 92]
        - ロマグラマ属[246] Lomagramma J.Sm.：15種[注釈 93]
        - Megalastrum Holttum：91種
        - Mickelia R.C.Moran, Labiak & Sundue：10種
        - Parapolystichum (Keyserl.) Ching：28種
        - アカミャクシダ属[242][241]（ウスバワラビ属[54]） Pleocnemia C.Presl：20種
        - メデタワラビ属[247]（ルモーラ属[248]） Rumohra Raddi：レザー・ファーン Rumohra adiantiformisを含む[242][248]、8種
        - テラトフィルム属[249][250] Teratophyllum Mett. ex Kuhn：13種

      - オシダ亜科[242] Dryopteridoideae Link：6属、推定1,128種
        - カナワラビ属[242][251] Arachniodes Blume：60種[注釈 94]
        - カツモウイノデ属[251][254][255] Ctenitis (C.Chr.) C.Chr.：約125種[注釈 95]
        - ヤブソテツ属[242][251] Cyrtomium C.Presl：35種
        - オシダ属[242] Dryopteris Adans.：約400種[注釈 96]
        - Phanerophlebia C.Presl：8種[注釈 97]
        - イノデ属[259][251] Polystichum Roth：約500種[注釈 98]

      - Aenigmopteris Holttum（亜科所属不明 subfamilia incertae sedis）：5種
      - Dryopolystichum Copel.（亜科所属不明 subfamilia incertae sedis）：Dryopolystichum phaeostigma (Ces.) Copel. 1種のみの単型

    - タマシダ科[190][77][260] Nephrolepidaceae Pic.Serm.：単型タマシダ属のタイプ種、Nephrolepis exaltata (L.) Schott
      - タマシダ属[260][261] Nephrolepis Schott：19種

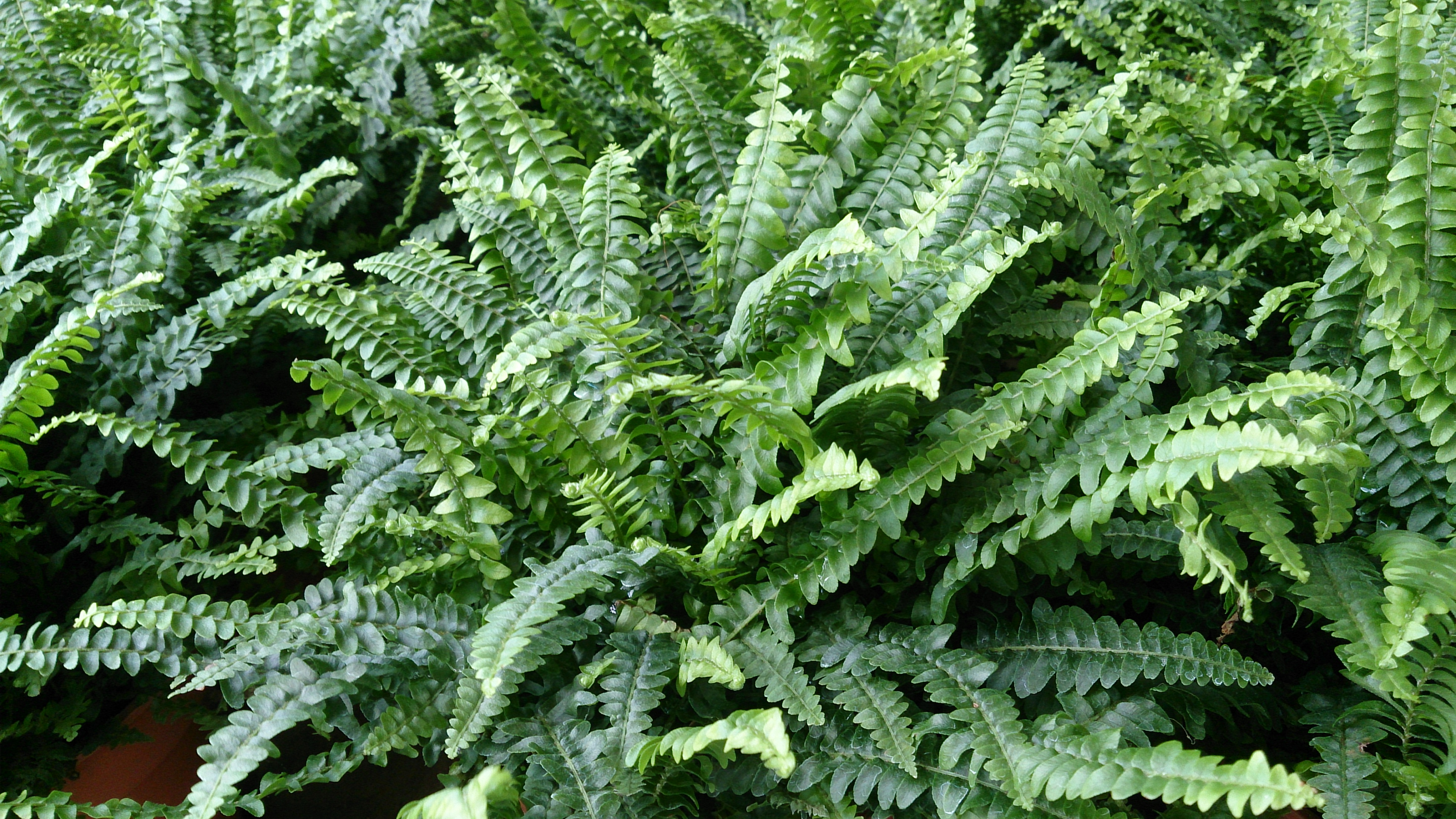
タマシダ属のタイプ種、

    - ツルキジノオ科[190][77][262][243] Lomariopsidaceae Alston：4属69種
      - Cyclopeltis J.Sm.：6種
      - Dracoglossum Christenh.：2種
      - ツルキジノオ属[262][243][250] Lomariopsis Fée：約60種
      - Thysanosoria A.Gepp：Thysanosoria dimorphophylla A.Gepp. 1種のみの単型

    - ナナバケシダ科[190][77][263] Tectariaceae Panigrahi：7属、推定250種
      - ワラビツナギ属[263][261] Arthropteris J.Sm. ex Hook.f.：約15種[注釈 99]
      - Draconopteris Li Bing Zhang & Liang Zhang：Draconopteris draconoptera (D.C.Eaton) Li Bing Zhang & Liang Zhang 1種のみの単型
      - Hypoderris R.Br.：3種
      - Malaifilix Li Bing Zhang & Schuettp.：暫定的に Malaifilix grandidentata (Ces.) Li Bing Zhang & Schuettp. のみを含む単型
      - Pteridrys C.Chr. & Ching：約10種
      - ナナバケシダ属[265][251] Tectaria Cav.：約200種[注釈 100]
      - Triplophyllum Holttum：約20種

    - ツルシダ科[16][261] Oleandraceae Ching ex Pic.Serm.：単型
      - ツルシダ属[268] Oleandra Cav.：少なくとも15種

    - シノブ科[190][77][268] Davalliaceae M.R.Schomb.：単型
      - シノブ属[268] Davallia Sm.：約65種[注釈 101]

    - ウラボシ科[190][271] Polypodiaceae J.Presl & C.Presl：6亜科65属、推定1,652種エゾデンダ属のタイプ種、Polypodium vulgare L. の胞子嚢群。エゾデンダ属 Polypodium はウラボシ科やウラボシ目、更には薄嚢シダ亜綱や大葉シダ綱の学名のタイプ属で、かつては様々な種を含んだが現在では40種程度のみを含む。

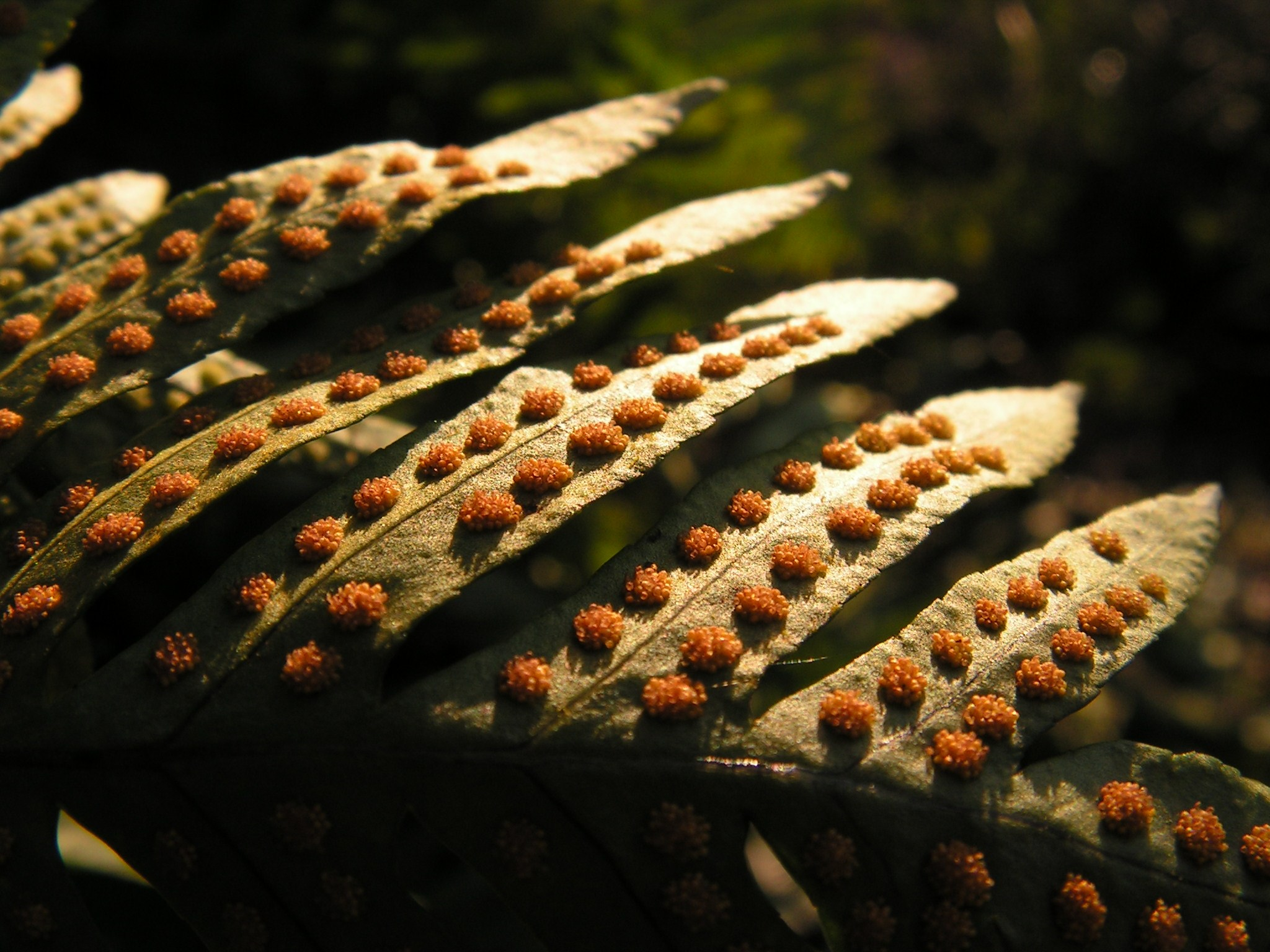
エゾデンダ属のタイプ種、 の胞子嚢群。エゾデンダ属 はウラボシ科やウラボシ目、更には薄嚢シダ亜綱や大葉シダ綱の学名のタイプ属で、かつては様々な種を含んだが現在では40種程度のみを含む。

      - サジラン亜科[272] Loxogrammoideae H.Schneid. in Christenhusz et al.：2属、推定32種
        - ディクティミア属[273] Dictymia J.Sm.：約2種
        - サジラン属[272] Loxogramme (Blume) C.Presl：30種

      - ビカクシダ亜科[272] Platycerioideae B.K.Nayar：2属70種
        - ビカクシダ属[274][275]（コウモリラン属[258]） Platycerium Desv.：18種
        - ヒトツバ属[274][275] Pyrrosia Mirb.：少なくとも52種[注釈 102]

      - ハカマウラボシ亜科[272] Drynarioideae Crabbe, Jermy & Mickel：6属、推定148種
        - カザリシダ属[276][275] Aglaomorpha Schott：50種[注釈 103]
        - アリサンシダ属[277][275][241] Arthromeris (T.Moore) J.Sm.：8種だが、種をより狭義に扱うとさらに数種が含まれる
        - ギムノグラムミティス属[269] Gymnogrammitis Griff.：Gymnogrammitis dareiformis (Hook.) Ching ex Tardieu & C.Chr. の1種からなる単型
        - Paraselliguea Hovenkamp：Paraselliguea leucophora (Baker) Hovenkamp の1種からなる単型
        - Polypodiopteris C.F.Reed：3種
        - ミツデウラボシ属[277]（テリハノクリハラン属[278]） Selliguea Bory：非単系統群で、少なくとも85種[注釈 104]。多系統で、それぞれ Arthromeris、Gymnogrammitis、Polypodiopteris に近縁であることが分かっているが、さらなる研究が俟たれる。

      - オキナワウラボシ亜科[272] Microsoroideae B.K.Nayar：12属、推定183種
        - アオネカズラ属[272][280]（タイワンウラボシ属[281]） Goniophlebium (Blume) C.Presl：25種[注釈 105]
        - アリノスシダ属[272] Lecanopteris Reinw. ex Blume：13種
        - マメヅタ属[272][275] Lemmaphyllum C.Presl：少なくとも2種[注釈 106]
        - ヤノネシダ属[272] Lepidomicrosorium Ching & K.H.Shing：おそらくLepidomicrosorium subhastatum (Baker) Ching の1種からなる単型
        - ノキシノブ属[283][275] Lepisorus (J.Sm.) Ching：80種[注釈 107]
        - オキノクリハラン属[284][279] Leptochilus Kaulf.：10種[注釈 108]
        - オキナワウラボシ属[272]（ヌカボシクリハラン属[285][286]、アヤメシダ属[280]） Microsorum Link：40種、非単系統群[注釈 109][注釈 110]。
        - ネオケイロプテリス属[289] Neocheiropteris Christ：2種
        - クリハラン属[272] Neolepisorus Ching：少なくとも5種[注釈 111]
        - Paragramma (Blume) T.Moore：おそらく2種[注釈 112]。
        - Thylacopteris Kunze ex J.Sm.：2種
        - Tricholepidium Ching：Tricholepidium normale (D.Don) Ching の1種からなる単型であるが、要検討

      - エゾデンダ亜科[272]（ウラボシ亜科[272]） Polypodioideae Sweet：9属、推定305種
        - Campyloneurum C.Presl：約50種[注釈 113]
        - Microgramma C.Presl：約30種[注釈 114]
        - Niphidium J.Sm.：10種
        - Pecluma M.G.Price：40種
        - ダイオウウラボシ属[272] Phlebodium (R.Br.) J.Sm.：4種
        - Pleopeltis Humb. & Bonpl. ex Willd.：約90種[注釈 115]
        - カラクサシダ属[290][135] Pleurosoriopsis Fomin：カラクサシダ[290] Pleurosoriopsis makinoi (Maxim. ex Makino) Fomin の1種からなる単型
        - エゾデンダ属[272][275] Polypodium L.：おそらく40種
        - Serpocaulon A.R.Sm.：約40種

      - ヒメウラボシ亜科[291] Grammitidoideae Parris & Sundue：33属、推定911種
        - アクロソルス属[292] Acrosorus Copel.：9種
        - Adenophorus Gaudich.：10種[注釈 116]
        - Alansmia M.Kessler, Moguel, Sundue & Labiak：26種
        - Archigrammitis Parris：7種
        - Ascogrammitis Sundue：17種
        - ヒメエボシシダ属[272][241] Calymmodon C.Presl：65種[注釈 117]
        - Ceradenia L.E.Bishop：約73種
        - ニセトラノオウラボシ属[272] Chrysogrammitis Parris：2種
        - Cochlidium Kaulf.：18種で、単系統だが側系統群に Grammitis を持つ[注釈 118][注釈 119]。
        - Ctenopterella Parris：24種
        - Dasygrammitis Parris：12種
        - Enterosora Baker：11種で、単系統であるが Zygophlebia を側系統に持つ[注釈 120]。
        - Galactodenia Sundue & Labiak：5種
        - グラムミティス属[292] Grammitis Sw.：側系統群で、43種[注釈 118][注釈 121]。
        - Lellingeria A.R.Sm. & R.C.Moran：49種
        - Leucotrichum Labiak：6種
        - ロマフレビア属[292] Lomaphlebia J.Sm.：2種
        - Luisma M.T.Murillo & A.R.Sm.：Luisma bivascularis M.T.Murillo & A.R.Sm. の1種からなる単型
        - Melpomene A.R.Sm. & R.C.Moran：29種
        - オオクボシダ属[272] Micropolypodium Hayata：3種
        - Moranopteris R.Y.Hirai & J.Prado：31種
        - Mycopteris Sundue：21種
        - Notogrammitis Parris：16種
        - ヒメウラボシ属[272] Oreogrammitis Copel.：156種だが、非単系統群で再定義が必要である[注釈 122]
        - チョクミシダ属[272][292]（シマムカデシダ属[258][285]） Prosaptia C.Presl：87種[注釈 123]
        - ニセヒメウラボシ属[272] Radiogrammitis Parris：36種だが、非単系統群で再定義が必要である[注釈 122]。
        - シシランノキシノブ属[272] Scleroglossum Alderw.：7種[注釈 124]
        - Stenogrammitis Labiak：31種
        - Terpsichore A.R.Sm.：12種
        - コシボソウラボシ属[272] Themelium (T.Moore) Parris：29種[注釈 122]
        - キレハオオクボシダ属[272]（トラノオウラボシ属[280]） Tomophyllum (E.Fourn.) Parris：42種[注釈 125]
        - Xiphopterella Parris：11種
        - Zygophlebia L.E.Bishop：20種で、側系統群[注釈 120]。

      - Synammia C.Presl（亜科所属不明 subfamilia incertae sedis）

## 命名法上の新提案
本分類体系に伴い学名を整理するにあたって、以下の命名法上の新提案が行われた。
Aspleniineae H.Schneid. & C.J.Rothf., stat. nov.
チャセンシダ亜目。Aspleniaceae Newmanと同義で、新しい階級に移動。タイプ属は Asplenium L. (1753)、ウラボシ目の1亜目。
Claytosmunda (Y.Yatabe, N.Murak. & K.Iwats.) Metzgar & Rouhan, stat. nov.
Osmunda subg. Claytosmunda Y.Yatabe, N.Murak. & K.Iwats.（オニゼンマイ亜属）と同義（亜属の属への格上げ）。タイプ種はオニゼンマイ Claytosmunda claytoniana (L.) Metzgar & Rouhan 。
Claytosmunda claytoniana (L.) Metzgar & Rouhan, comb. nov.
オニゼンマイ Osmunda claytoniana L.（バシオニム）の新組合せで、上記の亜属の属への格上げによる。
Dennstaedtiineae Schwartsb. & Hovenkamp, subord. nov.
コバノイシカグマ亜目。タイプ属 Dennstaedtia Bernh. (1801) [1800]、タイプ科 Dennstaedtiaceae。ウラボシ目の新亜目。
Grammitidoideae Parris & Sundue, stat. nov.
Grammitidaceae Newman, Hist. Brit. Ferns: 7. 1840 と同義で、亜科への階級の移動。タイプ属は Grammitis Sw. (1801) [1800]。ウラボシ目に属し、階級の移動が行われた。
Lindsaeineae Lehtonen & Tuomisto, subord. nov.
ホングウシダ亜目。タイプ属は Lindsaea Dryand. ex J.Sm. (1793)、 ウラボシ目の新亜目でホングウシダ科を含む。
Mankyuoideae J.R.Grant & B.Dauphin, subfam. nov.
タイプ属は Mankyua B.Y.Sun, M.H.Kim & C.H.Kim。ハナヤスリ科に属する新亜科。
Phegopteridoideae Salino, A.R.Sm. & T.E.Almeida, subfam. nov. 
タイプ属は Phegopteris (C.Presl) Fée (1852)。ヒメシダ科に属する新亜科。
Pteridineae J.Prado & Schuettp., stat. nov.
イノモトソウ亜目。Pteridaceae E.D.M.Kirchn.と同義。タイプ属は Pteris L. (1753)。ウラボシ目に属し、階級の移動が行われた。
Saccolomatineae Hovenkamp, subord. nov.
サッコロマ亜目。タイプ属は Saccoloma Kaulf. (1820)。サッコロマ科を含む新亜目。

## その後の批評
Christenhusz et al. (2018) では、最近のシダ植物の分類はジェネラリストとスペシャリストの間で意見の食い違いがあり、論争の的になっていると述べた。そこで彼らは、PPG I分類体系はAPG IV のようにコミュニティにより作られたにも拘らず、APG の手法とは異なり、同定が難しい多くの属に細分化しすぎたと論じた。そしてそのような細分化された属は、種を同定してから分子系統解析による結果のみにより認識できるため、属の階級としての意味をほとんど果たさないと主張した。
その後、PPG I (2016) の運営メンバーを含む Schuettpelz et al. (2018) では、PPG I (2016) 分類体系で認められた属の数は、多すぎではなく歴史的な過程を引き継いでおり、むしろまだ少ないと主張した。Christenhusz et al. (2018) に反論し、「最近のシダ植物の分類が論争の的になっている」というのはあくまでその著者らのみが問題としているのであって、Smith et al. (2006) から始まったシダ類の分類は着実に合意に向かって進んでおり、PPG I (2016) はあくまで国際的なシダ植物学者たちのコンセンサスを明示したに過ぎないとした。Christenhusz & Chase (2014) と Christenhusz et al. (2018) では、308種が Grammitis Sw. に、468種が Hemionitis L. に、388種が Thelypteris Schmidel に移され、これらの1164種の移動だけで、シダ種の11％に新しい学名が付けられた。Schuettpelz et al. (2018) はこの濫造を「1世紀以上にわたる知的進歩をほとんど無視している」と表現し批判した。学名の出発点であるカール・フォン・リンネ (1753年) の『植物種誌』以降、小葉植物と大葉シダ植物の種数は短期間的には逆転することがあるもののほぼ毎年増加しており、これは（自然界から）蒐集された標本の数が増え続けているためだと考えられる。そして種数の増加に加え、シダ植物以外の分類群では種に対する属の割合がもっと低いことを指摘し、Christenhusz et al. (2018) のように属を広い概念として扱うことは「足並みを乱している (out of step)」と主張した。分類には様々な目的があって何れも主観的であるが、系統学に基づいてより精密なレベルの系統関係を反映し、利用可能なデータと分類学的見解を総合した分類体系は、ジェネラリストにもスペシャリストにも最も役立つというのが、ほとんどの分類学者の意見であるとしている。
それに対し、Christenhusz & Chase (2018) は改めて、多くの属に細分化しすぎであるとして PPG I (2016) に対する批判的な論文を発表した。そして、Schuettpelz et al. (2018) が Christenhusz & Chase (2014) を「足並みを乱している」と批判したことに対し、反論した。Christenhusz & Chase (2018) では、「Schuettpelz et al. (2018) の主張は、PPG I (2016) の支持者が批判者を反知性的だと思わせて黙らせようとしているに過ぎず、属の数が多いことが“知的進歩”と等しいと演繹的に仮定したでっち上げである」と厳しく批判した。そして、Christenhusz et al. (2017) の24科212属の安定的な分類体系と、PPG I (2016) の今後変化があるだろう不必要に複雑な51科337属の分類体系では、どちらがより多く利用されるかは時間が解決してくれるだろうとした。PPG I (2016) による単系統である属の分割は「系統情報をより反映するため」望ましいというメッセージを与えているため、そのような考えでは分類の激変は大きな属がなくなるまで終わらないとし、その不安定さゆえ、シダ植物の分類体系においてPPG I (2016) を論理的な次の段階として必要であると自動的にみなすべきでないと締めくくった。
またヒメシダ科 Thelypteridaceae については、特に日本の種に関して、PPG I (2016) の30属を認めると、雑種属であるコウモリホシダ属 ×Chrinephrium を認める必要がでてきたり、He & Zhang (2012) や Almeida et al. (2016) の系統解析で用いられた中国産 "Parathelypteris nipponica" の材料は同定が疑わしいためかつて Parathelypteris に含まれていた種の所属が不確かであったりするなど問題点が多いことが指摘されている。そのため、今後予定されている "PPG II" で東アジアの資料を正確に同定して公表することが重要であるとされる。

## 著者
PPG I (2016) に挙げられている、このプロジェクトの運営メンバーは以下の通りである。
- Eric Schuettpelz
- Harald Schneider
- Alan R. Smith
- Peter Hovenkamp
- Jefferson Prado
- Germinal Rouhan
- Alexandre Salino
- Michael Sundue
- Thaís Elias Almeida
- Barbara Parris
- Emily B. Sessa
- Ashley R. Field
- André Luís de Gasper
- Carl J. Rothfels
- Michael D. Windham
- Marcus Lehnert
- Benjamin Dauphin
- 海老原淳
- Samuli Lehtonen
- Pedro Bond Schwartsburd
- Jordan Metzgar
- 张丽兵 (Li-Bing Zhang)
- 郭立園 (Li-Yaung Kuo)
- Patrick J. Brownsey
- 加藤雅啓
- Marcelo Daniel Arana

その他の参加者は以下の通りである。
- Francine C. Assis
- Michael S. Barker
- David S. Barrington
- Ho-Ming Chang
- Yi-Han Chang
- Yi-Shan Chao
- 陳正為 (Cheng-Wei Chen)
- De-Kui Chen
- Wen-Liang Chiou
- Vinícius Antonio de Oliveira Dittrich
- Yi-Fan Dua
- Jean-Yves Dubuisson
- Donald R. Farrar
- Susan Fawcet
- Jose María Gabriel y Galán
- Luiz Armando de Araújo Góes-Neto
- Jason R. Grant
- Amanda L. Grusz
- Christopher Haufler
- Warren Hauk
- 何海 (Hai He)
- Sabine Hennequin
- Regina Yoshie Hirai
- Layne Huiet
- Michael Kessler
- Petra Korall
- Paulo H. Labiak
- Anders Larsson
- Blanca León
- Chun-Xiang Li
- Fay-Wei Li
- Melanie Link-Pérez
- Hong-Mei Liu
- Ngan Thi Lu
- Esteban I. Meza-Torres
- Xin-Yuan Miao
- Robbin Moran
- Claudine Massi Mynssen
- Nathalie Nagalingum
- Benjamin Øllgaard
- Alison M. Paul
- Jovani B. de S. Pereira
- Leon R. Perrie
- Mónica Ponce
- Tom A. Ranker
- Christian Schulz
- 篠原渉
- Alexander Shmakov
- Erin M. Sigel
- Filipe Soares de Souza
- Lana da Silva Sylvestre
- Weston Testo
- Luz Amparo Triana-Moreno
- 堤千絵 (Chie Tsutsumi)
- Hanna Tuomisto
- Iván A. Valdespino
- Alejandra Vasco
- Raquel Stauffer Viveros
- Alan Weakley
- Ran Wei
- Stina Weststrand
- Paul G. Wolf
- George Yatskievych
- Xiao-Gang Xu
- 严岳鸿 (Yue-Hong Yan)
- Liang Zhang
- 张宪春 (Xian-Chun Zhang)
- Xin-Mao Zhou